# Dywizja strzelecka Armii Czerwonej
Dywizja strzelecka – podstawowy związek taktyczny wojsk lądowych Armii Czerwonej.

## Okres międzywojenny
W 1929 roku w Armii Czerwonej było 69 dywizji strzeleckich, przy czym aż 46 kompletowanych było na zasadzie terytorialnej. W tym ostatnim przypadku w dywizjach znajdowało się po około 2 000 ludzi wymieniających się co kwartał, co oznacza 15 do 20% etatu wojennego tych dywizji (w dywizjach skoszarowanych stosunek ten wynosił 50 do 70%).
Większość dywizji zebrana była w 19 korpusach strzeleckich.
Wtedy też Armia Czerwona zsynchronizowała swoje plany rozwoju z możliwościami przemysłu:
- do końca 1931 roku zamierzano zgromadzić uzbrojenie dla: 122 dywizji strzeleckich, 19 dywizji i brygad kawalerii, 24 pułków i 23 dywizjonów artylerii. W większych ilościach pojawić się miał nowoczesny sprzęt. Do końca roku miało być 530 czołgów i 1534 samoloty.
- w roku 1932 liczbę dywizji strzeleckich podniesiono do 140, pułków artylerii do 30, czołgów do 1375, samolotów do 2454.
- w roku 1933 miano zebrać uzbrojenie dla 150 dywizji strzeleckich

Aby wystawić na wojnę 150 dywizji strzeleckich podniesiono gotowość bojową istniejących dywizji już w czasie pokoju. Doprowadziło to do zwiększenia liczby dywizji kadrowych, skoszarowanych i zaniechaniu rozwijania dywizji terytorialnych. Na początku 1935 roku sowieci dysponowali 84 dywizjami w tym 43 można uznać za kadrowe.
- Piechota pod koniec 1937 roku osiągnęła stan 96 dywizji, przy czym na zasadzie terytorialnej służyło ich już tylko 36. Sowieci dysponowali więc 60 skoszarowanymi dywizjami, które można było podnieść w krótkim czasie do etatu wojennego (9 z nich wzmocniono w celu obsady Rejonów Umocnionych w pasie fortyfikacyjnym tzw. „Linii Stalina”). Dywizje były połączone w 25 Korpusów Strzeleckich.
- Piechota, która tuż przed mobilizacją osiągnęła stan 98 dywizji strzeleckich (zniknęły dywizje terytorialne), rozpoczęła proces rozbudowy 25 sierpnia 1939 roku (rozkaz Ludowego Komisarza Obrony z 15.08.1939). 36 dawnych dywizji terytorialnych rozwinęło do poziomu dywizji każdy ze swoich 3 pułków strzeleckich (tzw. „trojczatki”).

W ten sposób do 62 dywizji kadrowych dołączyło 108 dywizji drugiego rzutu. Ponieważ w międzyczasie wystawiono 3 dodatkowe dywizje, piechota osiągnęła stan 173 jednostek tego typu (październik 1939). Proces uzupełniania tych dywizji żołnierzami rozpoczął się 07.09.1939 roku poprzez powołania rezerwistów w 7 okręgach wojskowych. Większość dywizji została połączona w 43 Korpusy Strzeleckie (wystawiono 18 nowych).

## II wojna światowa
Organizacja dywizji strzeleckiej w 1941 roku:
- trzy pułki strzeleckie, w każdym:
  - trzy bataliony strzeleckie, w każdym:
    - trzy kompanie strzeleckie, w każdej:
      - trzy plutony strzeleckie,
      - pluton ciężkich karabinów maszynowych (2 ciężkie karabiny maszynowe),

    - kompania ciężkich karabinów maszynowych,

  - kompania łączności,
  - kompania saperów,
  - kompania obrony przeciwlotniczej (OPL),
  - pluton rozpoznania pieszego,
- pułk artylerii,
  - trzy dywizjony haubic,
  - dywizjon armat,
  - dywizjon mieszany (armaty i haubice),
- dywizjon artylerii przeciwlotniczej,
- dywizjon artylerii przeciwpancernej,
- batalion rozpoznawczy,
- batalion łączności.

W czerwcu 1941 roku w skład sowieckiej dywizji strzeleckiej wchodziło: 14 483 żołnierzy, 10 420 karabinów, 166 ckm, 392 rkm, 33 przeciwlotniczych kaemów, 144 działa, 66 moździerzy, 558 samochodów, 3000 koni, 16 czołgów, 13 samochodów pancernych i 99 ciągników.
- Dywizja strzelecka – striełkowaja diwizija

Organizacyjnie wchodziła w skład korpusu strzeleckiego lub armii ogólnowojskowej i działała najczęściej w ich składzie. Czasem jednak była włączana bezpośrednio w skład wojsk Frontu.
Etat – 1945
- 3 pułki piechoty
- 1 brygada artylerii:
  - 2 pułki artylerii
  - 1 pułk moździerzy
- 1 dywizjon artylerii samobieżnej
- 1 dywizjon artylerii ppanc.
- 1 dywizjon artylerii plot
- 1 batalion saperów
- 1 batalion łączności
- 1 batalion szkolny
- Samodzielne pododdziały zaopatrzenia oraz służb tyłowych

Łącznie: 11 780 ludzi, 3557 pistoletów maszynowych, 11 rusznic, 130 dział (w tym 65 ppanc. i 12 plot), 136 moździerzy, 12 dział samobieżnych SU-76, 445 samochodów oraz 1200 koni. Zasadniczo w czasie trwania wojny liczba ludzi w DP była niższa od założonej liczby prawie o połowę! W większości dywizji piechoty zamiast brygady artylerii był pułk artylerii. W ten sposób osiągano łączną liczbę 196 dział i moździerzy.
W natarciu: W 1945 roku dywizja nacierała w pasie od 1,5 do 3 kilometrów, a głębia wdarcia w ugrupowanie przeciwnika wynosiła od 10 do 15 kilometrów (według zadania dziennego). Przy nacieraniu na głównym kierunku dywizję wzmacniano 1–2 pułkami haubic, brygadą czołgów i pułkiem artylerii samobieżnej.
W obronie: Dywizja zajmowała odcinek szerokości od 6 do 14 kilometrów wzdłuż linii frontu, pozycja miała od 5 do 7 kilometrów głębokości.
Po 1945 roku na bazie dywizji piechoty oraz dywizji zmechanizowanych formowano dywizje piechoty zmotoryzowanej – motostriełkowyje diwizii.
Pułk strzelecki – striełkowyj połk
Organizacyjnie wchodził w skład dywizji strzeleckiej – striełkowaja dywizja – jednakże pewna liczba pułków piechoty była włączona bezpośrednio w struktury armii ogólnowojskowej lub nawet do wojsk Frontu. W trakcie trwania wojny struktura etatowa pułków wielokrotnie podlegała zmianom.
Etat – 1945
- 3 bataliony piechoty
- 2 kompanie fizylierów
- 1 bateria artylerii
- 1 bateria moździerzy
- 1 bateria artylerii ppanc.
- 1 pluton WKM plot
- Samodzielne pododdziały zaopatrzenia oraz służb tyłowych.

Łącznie: 2398 ludzi, 162 karabiny maszynowe, 6 WKM plot., 27 rusznic, 12 dział ppanc. 45 mm, 6 dział ppanc. 57 mm, 6 dział 76 mm, 18 moździerzy 82 mm, 6 moździerzy 120 mm.
W natarciu: w zasadzie był równorzędny z szerokością wdarcia i liczył od 700 do 1500 metrów oraz 4 do 6 kilometrów w głąb ugrupowania nieprzyjaciela.
W obronie: pułk zabezpieczał odcinek od 3–5 kilometrów wzdłuż linii frontu, a pozycja miała do 3 kilometrów głębokości.
Po 1945 roku pułki strzeleckie przeformowano w pułki zmotoryzowane tzw. motopiechotnyje lub motostriełkowyje połki.
- Uwaga – w języku rosyjskim przymiotniki i imiesłowy przymiotnikowe umieszcza się przed rzeczownikami i dlatego umieszcza się najpierw numer jednostki, przyznane odznaczenia według rangi orderowej, nazwy honorowe, nazwę jednostki

## Dywizje 1 – 70
.

## Dywizje 71 – 80

### 74 Dywizja Strzelecka
W czerwcu 1941 roku w składzie 48 Korpusu Strzeleckiego, 9 Armii Okręgu Odeskiego. W jej skład wchodziły:
- - 78 Pułk Strzelecki
  - 109 Pułk Strzelecki
  - 360 Pułk Strzelecki
  - 6 Pułk Artylerii
  - 81 Pułk Artylerii
  - batalion przeciwpancerny
  - batalion artylerii przeciwlotniczej
  - batalion zwiadu
  - batalion saperów
  - inne służby.

### 75 Dywizja Strzelecka
Dywizja Strzelców – przybyła z Leningradzkiego Okręgu Wojskowego brała udział w wojnie zimowej.
W czerwcu 1941 roku w składzie 4 Armii Okręgu Zachodniego. W jej skład wchodziły:
- - 28 Pułk Strzelecki
  - 34 Pułk Strzelecki
  - 115 Pułk Strzelecki
  - 68 Pułk Artylerii
  - 235 Pułk Artylerii
  - batalion przeciwpancerny
  - batalion artylerii przeciwlotniczej
  - batalion zwiadu
  - batalion saperów
  - inne służby.

### 78 Dywizja Strzelecka
W czerwcu 1941 roku wchodziła w skład wojsk Frontu Daleko-Wschodniego. W jej skład wchodziły: 
- - 40 Pułk Strzelecki
  - 131 Pułk Strzelecki
  - 258 Pułk Strzelecki
  - 159 Pułk Artylerii
  - 210 Pułk Artylerii
  - batalion przeciwpancerny
  - batalion artylerii przeciwlotniczej
  - batalion zwiadu
  - batalion saperów
  - inne służby.

W listopadzie 1941 roku przybyła z Syberii. Weszła w skład 16 Armii walczącej pod Moskwą. Pod Moskwę przyprowadził ją płk. A. Biełoborodow. Składała się prawie z samych Sybiraków i była całkowicie skompletowana i wyposażona według standardów wojennych. Jej wejście do walki 18 listopada uratowało sytuację 16 Armii, której groziło okrążenie. Śmiałym atakiem na skrzydło niemieckiego natarcia udało im się odrzucić nieprzyjaciela i dopiero ściągnięcie przez Niemców posiłków powstrzymało nacierających Rosjan. Za te walki otrzymała miano 9 Dywizji Strzeleckiej Gwardii. W styczniu 1944 roku w składzie 35 Korpusu Gwardii, 5 Armia Gwardii, 2 Front Ukraiński.

### 79 Dywizja Strzelecka
W czerwcu 1941 roku pod dow. I.A. Makarenki wchodził w skład Specjalnego Korpusu wojsk Frontu Daleko-Wschodniego. W jej skład wchodziły:
- - 157 Pułk Strzelecki
  - 165 Pułk Strzelecki
  - 179 Pułk Strzelecki
  - 284 Pułk Artylerii
  - (?) Pułk Artylerii,
  - batalion przeciwpancerny
  - batalion artylerii przeciwlotniczej
  - batalion zwiadu
  - batalion saperów
  - inne służby.

### 80 Dywizja Strzelecka
W czerwcu 1941 roku w składzie 37 Korpusu Strzeleckiego, 6 Armii Okręgu Kijowskiego. W jej skład wchodziły:
- - 77 Pułk Strzelecki
  - 153 Pułk Strzelecki
  - 218 Pułk Strzelecki
  - 88 Pułk Artylerii
  - 144 Pułk Artylerii
  - batalion przeciwpancerny
  - batalion artylerii przeciwlotniczej
  - batalion zwiadu
  - batalion saperów
  - inne służby.

## Dywizje 81 – 90

### 81 Dywizja Strzelców
Sformowana w Zachodnim Specjalnym Okręgu Wojskowym w 1936 lub 1937 odeszła do Kijowskiego Okręgu Wojskowego we wrześniu 1938 r. i weszła w skład Żytomierskiej Grupy Wojsk. W 1939 brała udział w agresji na Polskę, a następnie na Rumunię.

### 82 Dywizja Strzelecka
W czerwcu 1941 roku w składzie 17 Armii Okręgu Zabajkalskiego.

### 84 Dywizja Strzelecka
W styczniu 1944 roku w składzie 35 Korpusu Strzeleckiego Gwardii, 5 Armii Gwardii, 2 Frontu Ukraińskiego.

### 85 Dywizja Strzelecka
Przybyła z Uralskiego Okręgu Wojskowego w 1940 r.
W czerwcu 1941 roku w składzie 4 Korpusu Strzeleckiego, 3 Armii Okręgu Zachodniego. W jej skład wchodziły:
- - 59 Pułk Strzelecki
  - 103 Pułk Strzelecki
  - 141 Pułk Strzelecki
  - 167 Pułk Strzelecki
  - 223 Pułk Artylerii
  - batalion przeciwpancerny
  - batalion artylerii przeciwlotniczej
  - batalion zwiadu
  - batalion saperów
  - inne służby.

### 86 Dywizja Strzelecka
W czerwcu 1941 roku w jej skład wchodziły:
- - 169 Pułk Strzelecki
  - 284 Pułk Strzelecki
  - 330 Pułk Strzelecki
  - 148 Pułk Strzelecki
  - 383 Pułk Artylerii
  - batalion przeciwpancerny
  - batalion artylerii przeciwlotniczej
  - batalion zwiadu
  - batalion saperów
  - inne służby.

### 87 Dywizja Strzelecka
W czerwcu 1941 roku w składzie 27 Korpusu Strzeleckiego, 5 Armii Okręgu Kijowskiego. W jej skład wchodziły:
- - 16 Pułk Strzelecki
  - 96 Pułk Strzelecki
  - 283 Pułk Strzelecki
  - 178 Pułk Artylerii
  - 212 Pułk Artylerii
  - batalion przeciwpancerny
  - batalion artylerii przeciwlotniczej
  - batalion zwiadu
  - batalion saperów
  - inne służby.

W 1942 roku w sierpniu prowadziła walki obronne na wschodnim brzegu Donu pod Stalingradem.

### 88 Dywizja Strzelecka
W czerwcu 1941 roku w składzie wojsk Okręgu Archangielskiego. W jej skład wchodziły:
- - 426 Pułk Strzelecki
  - 611 Pułk Strzelecki
  - 758 Pułk Strzelecki
  - 401 Pułk Strzelecki
  - (?) Pułk Artylerii
  - batalion przeciwpancerny
  - batalion artylerii przeciwlotniczej
  - batalion zwiadu
  - batalion saperów
  - inne służby.

### 89 Dywizja Strzelecka
W czerwcu 1941 roku w składzie 33 Korpusu Strzeleckiego Okręgu Orelskiego. W jej skład wchodziły:
- - 390 Pułk Strzelecki
  - 173 Pułk Strzelecki
  - 286 Pułk Strzelecki
  - 96 Pułk Artylerii
  - 149 Pułk Artylerii
  - batalion przeciwpancerny
  - batalion artylerii przeciwlotniczej
  - batalion zwiadu
  - batalion saperów
  - inne służby.

### 90 Dywizja Strzelecka
W czerwcu 1941 roku w składzie 10 Korpusu Strzeleckiego, 8 Armii Okręgu Bałtyckiego. W jej skład wchodziły:
- - 19 Pułk Strzelecki
  - 173 Pułk Strzelecki
  - 286 Pułk Strzelecki
  - 96 Pułk Artylerii
  - 149 Pułk Artylerii
  - batalion przeciwpancerny
  - batalion artylerii przeciwlotniczej
  - batalion zwiadu
  - batalion saperów
  - inne służby.

9 listopada 1941 roku broniła 4 sektora obrony Sewastopola na Krymie.

## Dywizje 91 – 100

### 91 Dywizja Strzelecka
W czerwcu 1941 roku w składzie 52 Korpusu Strzeleckiego, 24 Armii Odwodowej. W jej skład wchodziły:
- - 503 Pułk Strzelecki
  - 561 Pułk Strzelecki
  - 613 Pułk Strzelecki
  - 321 Pułk Artylerii
  - (?) Pułk Artylerii
  - batalion przeciwpancerny
  - batalion artylerii przeciwlotniczej
  - batalion zwiadu
  - batalion saperów
  - inne służby.

### 92 Dywizja Strzelecka
W czerwcu 1941 roku w składzie 39 Korpusu Strzeleckiego, 25 Armii Dalekowschodniej. W jej skład wchodziły:
- - 22 Pułk Strzelecki
  - 203 Pułk Strzelecki
  - 317 Pułk Strzelecki
  - 60 Pułk Artylerii
  - 70 Pułk Artylerii
  - batalion przeciwpancerny
  - batalion artylerii przeciwlotniczej
  - batalion zwiadu
  - batalion saperów
  - inne służby.

### 93 Dywizja Strzelecka
W czerwcu 1941 roku w składzie wojsk Okręgu Zabajkalskiego. W jej skład wchodziły: 
- - 51 Pułk Strzelecki
  - 129 Pułk Strzelecki
  - 266 Pułk Strzelecki
  - 100 Pułk Artylerii
  - 128 Pułk Artylerii
  - batalion przeciwpancerny
  - batalion artylerii przeciwlotniczej
  - batalion zwiadu
  - batalion saperów
  - inne służby.

W styczniu 1942 roku walczyła w składzie 33 Armii.

### 94 Dywizja Strzelecka
W czerwcu 1941 roku w składzie 12 Korpusu Strzeleckiego, Okręgu Zabajkalskiego. W jej skład wchodziły:
- - 9 Pułk Strzelecki
  - 64 Pułk Strzelecki
  - 152 Pułk Strzelecki
  - 97 Pułk Artylerii
  - 259 Pułk Artylerii
  - batalion przeciwpancerny
  - batalion artylerii przeciwlotniczej
  - batalion zwiadu
  - batalion saperów
  - inne służby

### 95 Dywizja Strzelecka „Mołdawska”
W czerwcu 1941 roku w składzie 35 Korpusu Strzeleckiego, 9 Armii Okręgu Odeskiego. W jej skład wchodziły:
- - 90 Pułk Strzelecki
  - 161 Pułk Strzelecki
  - 241 Pułk Strzelecki
  - 57 Pułk Artylerii
  - 134 Pułk Artylerii
  - batalion przeciwpancerny
  - batalion artylerii przeciwlotniczej
  - batalion zwiadu
  - batalion saperów
  - inne służby.

W 1941 roku w składzie Samodzielnej Armii Nadmorskiej broniącej Krymu pod dow. płk. Worobiowa. 25 października 1941 roku odbiła częściowo miejscowość Woroncowkę. 9 listopada 1941 roku broniła 4 sektora obrony Sewastopola.
W 1942 roku walczyła w obronie Stalingradu w składzie 62 Armii. Podczas niemieckiego generalnego szturmu w październiku 1942 roku broniła stalingradzkich fabryk. W listopadzie 1942 roku żołnierze dywizji toczyli boje o cysterny z benzyną na ul. Tuwinskiej w Stalingradzie. Wsławiła się walkami o Kurhan Mamaja w styczniu 1943 roku. 7 czerwca 1942 roku jej pozycje atakowała niemiecka 132 DP. 24 czerwca skierowana do obrony IV sektora Sewastopola

### 96 Dywizja Strzelecka
W czerwcu 1941 roku w jej skład wchodziły:
- - 69 Pułk Strzelecki
  - 136 Pułk Strzelecki
  - 233 Pułk Strzelecki
  - pułki artylerii
  - batalion przeciwpancerny
  - batalion artylerii przeciwlotniczej
  - batalion zwiadu
  - batalion saperów
  - inne służby.

### 97 Dywizja Strzelecka
W czerwcu 1941 roku w składzie 6 Korpusu Strzeleckiego, 6 Armii Okręgu Kijowskiego.

### 98 Dywizja Strzelecka
W czerwcu 1941 roku w składzie 51 Korpusu Strzeleckiego, 22 Armii Odwodowej. W jej skład wchodziły:
- - 4 Pułk Strzelecki
  - 166 Pułk Strzelecki
  - 308 Pułk Strzelecki
  - 153 Pułk Artylerii
  - (?) Pułk Artylerii
  - batalion przeciwpancerny
  - batalion artylerii przeciwlotniczej
  - batalion zwiadu
  - batalion saperów
  - inne służby.

W 1942 roku w sierpniu prowadziła walki obronne na wschodnim brzegu Donu pod Stalingradem. W składzie 62 Armii. W drugiej połowie sierpnia dywizja była cały czas spychana przez oddziały niemieckie na wschód.

### 99 Dywizja Strzelecka
W czerwcu 1941 roku w składzie 8 Korpusu Strzeleckiego, 26 Armii Okręgu Kijowskiego. W jej skład wchodziły:
- - 1 Pułk Strzelecki
  - 197 Pułk Strzelecki
  - 206 Pułk Strzelecki
  - 22 Pułk Artylerii
  - 71 Pułk Artylerii
  - batalion przeciwpancerny
  - batalion artylerii przeciwlotniczej
  - batalion zwiadu
  - batalion saperów
  - inne służby.

Rejonu Przemyśla miał bronić 8 Korpus Strzelecki generał-majora Śniegowa, wchodzący w skład 26 armii Kijowskiego Specjalnego Okręgu Wojskowego, samego miasta zaś 99 dywizja strzelców pułkownika Dementjewa. W jej skład wchodziły: 197 i 206 pułk strzelecki, 34 batalion łączności i 6 samodzielny batalion saperów. W czerwcu większość sił 99 dywizji przebywała jednak na ćwiczeniach. W Przemyślu pozostał 197 pułk strzelców, 52 i 150 samodzielne bataliony karabinów maszynowych oraz 92 oddział pograniczny. Oprócz tego w okolicach Przemyśla (Medyka, Siedliska, Niżankowice) przebywały jeszcze: 206 pułk strzelców 99 Dywizja Strzelecka, trzy bataliony 1 pułku, 22 pułk artylerii, 71 pułk haubic i 113 samodzielny dywizjon artylerii przeciwlotniczej.

## Dywizje 101 – 110

### 102 Dywizja Strzelecka
W czerwcu 1941 roku w składzie wojsk 67 Korpusu Strzeleckiego Odwodów Centralnych. W jej skład wchodziły:
- - 410 Pułk Strzelecki
  - 467 Pułk Strzelecki
  - 519 Pułk Strzelecki
  - 336 Pułk Artylerii
  - 240 Pułk Artylerii
  - batalion przeciwpancerny
  - batalion artylerii przeciwlotniczej
  - batalion zwiadu
  - batalion saperów
  - inne służby.

### 104 Dywizja Strzelecka
W czerwcu 1941 roku w składzie 42 Korpusu Strzeleckiego, 14 Armii Okręgu Leningradzkiego. W jej skład wchodziły:
- - 217 Pułk Strzelecki
  - 242 Pułk Strzelecki
  - 273 Pułk Strzelecki
  - 290 Pułk Artylerii
  - 502 Pułk Artylerii
  - batalion przeciwpancerny
  - batalion artylerii przeciwlotniczej
  - batalion zwiadu
  - batalion saperów
  - inne służby.

### 105 Dywizja Strzelecka
W czerwcu 1941 roku w składzie 25 Armii Dalekowschodniej. W jej skład wchodziły:
- - 53 Pułk Strzelecki
  - 130 Pułk Strzelecki
  - 267 Pułk Strzelecki
  - 102 Pułk Artylerii
  - 148 Pułk Artylerii
  - batalion przeciwpancerny
  - batalion artylerii przeciwlotniczej
  - batalion zwiadu
  - batalion saperów
  - inne służby.

### 106 Dywizja Strzelecka
W czerwcu 1941 roku w składzie 9 Korpusu Strzeleckiego Okręgu Odeskiego. W jej skład wchodziły:
- - 397 Pułk Strzelecki
  - 442 Pułk Strzelecki
  - 534 Pułk Strzelecki
  - 553 Pułk Artylerii
  - (?) Pułk Artylerii
  - batalion przeciwpancerny
  - batalion artylerii przeciwlotniczej
  - batalion zwiadu
  - batalion saperów
  - inne służby.

W 1941 roku pod dow. płk. Pierwuszyna wchodziła w skład 51 Armii broniącej Krymu. Będąc w składzie 9 Korpusu Strzeleckiego broniła przesmyków krymskich na szerokim na 10 km froncie wzdłuż południowego brzegu Siwaszu. W październiku 1941 roku broniła pozycji na przesmyku Iszumskim.

### 107 Dywizja Strzelecka
W czerwcu 1941 roku w składzie 53 Korpusu Strzeleckiego, 24 Armii Odwodowej. W jej skład wchodziły:
- - 586 Pułk Strzelecki
  - 630 Pułk Strzelecki
  - 765 Pułk Strzelecki
  - 347 Pułk Artylerii
  - (?) Pułk Artylerii
  - batalion przeciwpancerny
  - batalion artylerii przeciwlotniczej
  - batalion zwiadu
  - batalion saperów
  - inne służby.

### 108 Dywizja Strzelecka
W 1940 sformowana w Zachodnim Specjalnym Okręgu Wojskowym. Syberyjska dywizja dowodzona przez płk. Martirosjana. W jej skład wchodziły:
- - 407 Pułk Strzelecki
  - 444 Pułk Strzelecki
  - 539 Pułk Strzelecki
  - 575 Pułk Artylerii
  - 585 Pułk Artylerii
  - batalion przeciwpancerny
  - batalion artylerii przeciwlotniczej
  - batalion zwiadu
  - batalion saperów
  - inne służby.

W listopadzie 1941 roku została skierowana na odcinek obrony na styku 50 Armii Frontu Zachodniego i 3 Armii Frontu Południowo-Zachodniego na przedpolach Moskwy. Po wejściu do walki udało im się powstrzymać atak Niemców, lecz sama znalazła się w okrążeniu. 27 listopada udało im się wyjść z okrążenia. W styczniu 1942 roku walczyła w składzie 5 Armii.

### 109 Dywizja Strzelecka
W 1942 roku w składzie Samodzielnej Armii Nadmorskiej broniła Sewastopola. 7 czerwca dywizja broniła pozycji przed niemiecką 22 DLek. 24 czerwca skierowana do obrony I sektora Sewastopola.

### 110 Dywizja Strzelecka
W czerwcu 1941 roku w składzie 61 Korpusu Strzeleckiego 20 Armii Odwodowej. W jej skład wchodziły:
- - 394 Pułk Strzelecki
  - 411 Pułk Strzelecki
  - 425 Pułk Strzelecki
  - 355 Pułk Strzelecki
  - (?) Pułk Artylerii
  - batalion przeciwpancerny
  - batalion artylerii przeciwlotniczej
  - batalion zwiadu
  - batalion saperów
  - inne służby.

W listopadzie 1941 roku walczyła w składzie 33 Armii. Jej stan osobowy w tym czasie wynosił 6637 ludzi. Pod dow. płk. Matusiewicza na przełomie listopada i grudnia 1941 roku walczyła z niemiecką 183 DP. 1 grudnia 1941 roku Niemcy przełamali obronę dywizji i włamali się na głębokość 3 km i forsując rzekę Narę. 2 grudnia dywizja pod naciskiem Niemców wycofywała się kolejno z miejscowości Magutowo, Iwanowka i Afanasjowka.

## Dywizje 111 – 120

### 111 Dywizja Strzelecka
W czerwcu 1941 roku w składzie wojsk Okręgu Archangielskiego. W jej skład wchodziły:
- - 399 Pułk Strzelecki
  - 468 Pułk Strzelecki
  - 532 Pułk Strzelecki
  - 286 Pułk Artylerii
  - (?) Pułk Artylerii
  - batalion przeciwpancerny
  - batalion artylerii przeciwlotniczej
  - batalion zwiadu
  - batalion saperów
  - inne służby.

W styczniu 1944 roku w składzie 33 Korpusu Strzeleckiego Gwardii, 5 Armii Gwardii, 2 Frontu Ukraińskiego.

### 112 Dywizja Strzelecka
W czerwcu 1941 roku w składzie 51 Korpusu Strzeleckiego, 22 Armii Odwodowej. W jej skład wchodziły:
- - 385 Pułk Strzelecki
  - 416 Pułk Strzelecki
  - 524 Pułk Strzelecki
  - 436 Pułk Artylerii
  - (?) Pułk Artylerii
  - batalion przeciwpancerny
  - batalion artylerii przeciwlotniczej
  - batalion zwiadu
  - batalion saperów
  - inne służby.

W 1942 roku walczyła w obronie Stalingradu. 27 września 1942 roku poniosła bardzo duże straty broniąc przed niemieckim natarciem osiedli fabrycznych. Zanim dywizja zdążyła zająć dogodne pozycje obronne 3 października została zaatakowana przez silny niemiecki oddział wsparty ok. 20 czołgami. Po ciężkiej walce odeszła na wschód, bliżej Wołgi. Podczas niemieckiego generalnego szturmu w październiku 1942 roku broniła stalingradzkich fabryk.

### 113 Dywizja Strzelecka
Dywizja Strzelców – sformowana we wrześniu 1939 Orelskim Okręgu Wojskowym przybyła do Białoruskiego Okręgu Wojskowego brała udział w wojnie zimowej i zajęciu Litwy.
W jej skład wchodziły:
- - 513 Pułk Strzelecki
  - 679 Pułk Strzelecki
  - 725 Pułk Strzelecki
  - 451 Pułk Artylerii
  - 420 Pułk Artylerii
  - batalion przeciwpancerny
  - batalion artylerii przeciwlotniczej
  - batalion zwiadu
  - batalion saperów
  - inne służby.

W listopadzie 1941 roku walczyła w składzie 33 Armii. Jej stan osobowy w tym czasie wynosił 4025 ludzi. Pod dow. płk. Mironowa dywizja walczyła z dywizjami niemieckiej 4 Armii polowej. 1 grudnia Niemcy przełamali jej obronę i zdobyli miejscowość Kamieńskoje. Trzy ataki zostały odparte, lecz czwarty, poprzedzony przygotowaniem artyleryjskim odrzucił dywizję ze stanowisk obronnych i zakończył się zdobyciem miejscowości i zniszczeniem stanowiska 1290 pułku. Niemcy stracili 7 czołgów i kilkudziesięciu zabitych.

### 114 Dywizja Strzelecka
W czerwcu 1941 roku w składzie wojsk Okręgu Zabajkalskiego.
W jej skład wchodziły:
- - 363 Pułk Strzelecki
  - 536 Pułk Strzelecki
  - 763 Pułk Strzelecki
  - 405 Pułk Artylerii
  - 480 Pułk Artylerii
  - batalion przeciwpancerny
  - batalion artylerii przeciwlotniczej
  - batalion zwiadu
  - batalion saperów
  - inne służby.

W czerwcu 1941 roku w składzie 61 Korpusu Strzeleckiego, 20 Armii Odwodowej.

### 115 Dywizja Strzelecka
W czerwcu 1941 roku w składzie 19 Korpusu Strzeleckiego, 23 Armii Okręgu Leningradzkiego. W jej skład wchodziły:
- - 576 Pułk Strzelecki
  - 638 Pułk Strzelecki
  - 708 Pułk Strzelecki
  - 313 Pułk Artylerii
  - 371 Pułk Artylerii
  - batalion przeciwpancerny
  - batalion artylerii przeciwlotniczej
  - batalion zwiadu
  - batalion saperów
  - inne służby.

### 116 Dywizja Strzelecka
W czerwcu 1941 roku w składzie 7 Korpusu Strzeleckiego Okręgu Odeskiego. W jej skład wchodziły:
- - 441 Pułk Strzelecki
  - 548 Pułk Strzelecki
  - 656 Pułk Strzelecki
  - (?) Pułk Artylerii
  - 246 Pułk Artylerii
  - batalion przeciwpancerny
  - batalion artylerii przeciwlotniczej
  - batalion zwiadu
  - batalion saperów
  - inne służby.

Pod koniec wojny walczyła w składzie 52 Armii, 1 Frontu Ukraińskiego. W styczniu 1944 roku w składzie 75 Korpusu Strzeleckiego, 53 Armii, 2 Frontu Ukraińskiego.

### 117 Dywizja Strzelecka
W czerwcu 1941 roku w składzie 66 Korpusu Strzeleckiego, 21 Armii Odwodowej. W jej skład wchodziły:
- - 240 Pułk Strzelecki
  - 269 Pułk Strzelecki
  - 275 Pułk Strzelecki
  - 322 Pułk Strzelecki
  - 707 Pułk Artylerii
  - batalion przeciwpancerny
  - batalion artylerii przeciwlotniczej
  - batalion zwiadu
  - batalion saperów
  - inne służby.

W lipcu 1944 roku w składzie 91 Korpusu Strzeleckiego, 69 Armii, 1 Frontu Białoruskiego. Nacierała w kierunku na Lublin. W sierpniu 1944 roku uchwyciła przyczółki na Wiśle na północ od Kazimierza.

### 118 Dywizja Strzelecka
W czerwcu 1941 roku w składzie 41 Korpusu Strzeleckiego, Okręgu Moskiewskiego. W jej skład wchodziły:
- - 398 Pułk Strzelecki
  - 463 Pułk Strzelecki
  - 527 Pułk Strzelecki
  - 604 Pułk Artylerii
  - (?) Pułk Artylerii
  - batalion przeciwpancerny
  - batalion artylerii przeciwlotniczej
  - batalion zwiadu
  - batalion saperów
  - inne służby.

### 119 Dywizja Strzelecka
W czerwcu 1941 roku w składzie 52 Korpusu Strzeleckiego, 24 Armii Odwodowej. W jej skład wchodziły:
- - 365 Pułk Strzelecki
  - 421 Pułk Strzelecki
  - 634 Pułk Strzelecki
  - 349 Pułk Strzelecki
  - (?) Pułk Artylerii
  - batalion przeciwpancerny
  - batalion artylerii przeciwlotniczej
  - batalion zwiadu
  - batalion saperów
  - inne służby.

W grudniu 1941 roku dywizja walczyła w składzie 31 Armii na Froncie Kalinińskim.

### 120 Dywizja Strzelecka
W czerwcu 1941 roku w składzie 33 Korpusu Strzeleckiego, Okręgu Orelskiego. W jej skład wchodziły:
- - 401 Pułk Strzelecki
  - 474 Pułk Strzelecki
  - 540 Pułk Strzelecki
  - 635 Pułk Artylerii
  - 606 Pułk Artylerii
  - batalion przeciwpancerny
  - batalion artylerii przeciwlotniczej
  - batalion zwiadu
  - batalion saperów
  - inne służby.

## Dywizje 121 – 130

### 121 Dywizja Strzelecka
Sformowana w Zachodnim Specjalnym Okręgu Wojskowym na bazie 99 Pułku Strzelców 33 Dywizji Strzeleckiej.
W czerwcu 1941 roku w składzie 47 Korpusu Strzeleckiego, Okręgu Zachodniego. W jej skład wchodziły:
- - 383 Pułk Strzelecki
  - 574 Pułk Strzelecki
  - 705 Pułk Strzelecki
  - 297 Pułk Artylerii
  - (?) Pułk Artylerii
  - batalion przeciwpancerny
  - batalion artylerii przeciwlotniczej
  - batalion zwiadu
  - batalion saperów
  - inne służby.

W listopadzie 1941 roku walczyła w składzie 13 Armii. W grudniu 1941 roku weszła w skład ruchomej grupy operacyjnej gen. Kostenki, która miała zdobyć Jelec.
31 stycznia 1945 38 Armia otrzymała rozkaz zdobycia Bielska. Jednocześnie postanowiono nie bombardować miasta artylerią, ani przez lotnictwo ze względu na fakt, że miasto było ważnym ośrodkiem przemysłowym. Skutkiem tej decyzji było ocalenie miasta od zniszczeń. Decydujące natarcie rozpoczęło się 1 lutego: 121 Dywizja Strzelecka natarła na miasto od wschodu zajmującą peryferyjną dzielnicę Lipnik Górny, której broniło 140 czołgów i dział szturmowych. Wskutek zaciekłej obrony front w dniach 1–10 lutego posunął się tylko o 12 km. 9 lutego 276 Dywizja Strzelecka obeszła miasto od południa, natomiast 271 Dywizja Strzelecka opanowała południową dzielnicę Leszczyny. 10 lutego miasto zostało zajęte przez Sowietów. Następnie udało się Armii Czerwonej zająć Jaworze, jednak tu front się zatrzymał, a walki pozycyjne trwały do kwietnia 1945 r. Podczas walk o Podbeskidzie zginęło 15 340 żołnierzy radzieckich.
16 lutego W tym czasie, z rozkazu dowódcy 13 Armia (ZSRR), 121 Dywizja Strzelecka pozostawiwszy ubezpieczenia w Jasieniu uderzyła na tyły niemieckich wojsk wypierających z rejonu Bieniowo radziecki 102 Korpus Strzelecki. Ten niespodziewany atak zaskoczył zgrupowania niemieckie, które przeszły do obrony. Wycofujący się 102 korpus piechoty, wykorzystując powodzenie nacierającej z rejonu Jasień 121 dywizji piechoty przeszedł do ataku. Wywiązały się znów krwawe walki. Niemcy za cenę dużych strat utrzymali swe pozycje w Bieniowie.

### 122 Dywizja Strzelecka
Dywizja Strzelców – sformowana została we wrześniu 1939 na terenie Orłowskiego Okręgu Wojskowego. Przeniesiona do Zachodniego Specjalnego Okręgu Wojskowego brała udział w agresji na Polskę.
W czerwcu 1941 roku w składzie 42 Korpusu Strzeleckiego, 14 Armii Okręgu Leningradzkiego. W jej skład wchodziły:
- - 420 Pułk Strzelecki
  - 596 Pułk Strzelecki
  - 715 Pułk Strzelecki
  - 285 Pułk Artylerii
  - 369 Pułk Artylerii
  - batalion przeciwpancerny
  - batalion artylerii przeciwlotniczej
  - batalion zwiadu
  - batalion saperów
  - inne służby.

### 123 Dywizja Strzelecka
W czerwcu 1941 roku w składzie 50 Korpusu Strzeleckiego 23 Armii Okręgu Leningradzkiego. W jej skład wchodziły:
- - 245 Pułk Strzelecki
  - Pułk Strzelecki
  - 272 Pułk Strzelecki
  - 275 Pułk Artylerii
  - 323 Pułk Artylerii
  - batalion przeciwpancerny
  - batalion artylerii przeciwlotniczej
  - batalion zwiadu
  - batalion saperów
  - inne służby.

### 124 Dywizja Strzelecka
W czerwcu 1941 roku w składzie 27 Korpusu Strzeleckiego, 5 Armii Okręgu Kijowskiego. W jej skład wchodziły:
- - 406 Pułk Strzelecki
  - 622 Pułk Strzelecki
  - 771 Pułk Strzelecki
  - 469 Pułk Artylerii
  - 341 Pułk Artylerii
  - batalion przeciwpancerny
  - batalion artylerii przeciwlotniczej
  - batalion zwiadu
  - batalion saperów
  - inne służby.

### 125 Dywizja Strzelecka
W czerwcu 1941 roku w składzie 11 Korpusu Strzeleckiego, 8 Armii Okręgu Bałtyckiego. W jej skład wchodziły:
- - 466 Pułk Strzelecki
  - 657 Pułk Strzelecki
  - 749 Pułk Strzelecki
  - 414 Pułk Artylerii
  - 459 Pułk Artylerii
  - batalion przeciwpancerny
  - batalion artylerii przeciwlotniczej
  - batalion zwiadu
  - batalion saperów
  - inne służby.

#### Źródła
- 125-я Краснознаменная Красносельская стрелковая дивизия

### 126 Dywizja Strzelecka
W czerwcu 1941 roku w składzie 11 Armii Okręgu Bałtyckiego. 
W jej skład wchodziły:
- - 366 Pułk Strzelecki
  - 550 Pułk Strzelecki
  - 690 Pułk Strzelecki
  - 358 Pułk Artylerii
  - 501 Pułk Artylerii
  - batalion przeciwpancerny
  - batalion artylerii przeciwlotniczej
  - batalion zwiadu
  - batalion saperów
  - inne służby.

W listopadzie 1941 roku walczyła w składzie 30 Armii. Potem w składzie 16 Armii pod Klinem. W grudniu 1942 roku w składzie 5 Armii Uderzeniowej walczyła pod Stalingradem. Od 12 grudnia 1942 roku broniła się przed natarciem niemieckiego ugrupowania gen. Hotha.

### 127 Dywizja Strzelecka
W czerwcu 1941 roku w składzie 25 Korpusu Strzeleckiego, 19 Armii Odwodowej. W jej skład wchodziły:
- - 395 Pułk Strzelecki
  - 475 Pułk Strzelecki
  - 535 Pułk Strzelecki
  - 423 Pułk Artylerii
  - 391 Pułk Artylerii
  - batalion przeciwpancerny
  - batalion artylerii przeciwlotniczej
  - batalion zwiadu
  - batalion saperów
  - inne służby.

W lipcu 1941 roku pod dowództwem gen. A. Gordoniańskiego walczyła w obronie Smoleńska.

### 128 Dywizja Strzelecka
W czerwcu 1941 roku w składzie 11 Armii, Okręgu Bałtyckiego. W jej skład wchodziły:
- - 374 Pułk Strzelecki
  - 533 Pułk Strzelecki
  - 741 Pułk Strzelecki
  - 292 Pułk Artylerii
  - (?) Pułk Artylerii
  - batalion przeciwpancerny
  - batalion artylerii przeciwlotniczej
  - batalion zwiadu
  - batalion saperów
  - inne służby.

### 129 Dywizja Strzelecka
W czerwcu 1941 roku w składzie 34 Korpusu Strzeleckiego, 19 Armii Odwodowej. W jej skład wchodziły:
- - 438 Pułk Strzelecki
  - Pułk Strzelecki
  - 518 Pułk Strzelecki
  - 664 Pułk Artylerii
  - (?) Pułk Artylerii
  - batalion przeciwpancerny
  - batalion artylerii przeciwlotniczej
  - batalion zwiadu
  - batalion saperów
  - inne służby.

### 130 Dywizja Strzelecka
W czerwcu 1941 roku w składzie 55 Korpusu Strzeleckiego, Okręgu Kijowskiego. W jej skład wchodziły:
- - 371 Pułk Strzelecki
  - 528 Pułk Strzelecki
  - 664 Pułk Strzelecki
  - 363 Pułk Artylerii
  - 496 Pułk Artylerii
  - batalion przeciwpancerny
  - batalion artylerii przeciwlotniczej
  - batalion zwiadu
  - batalion saperów
  - inne służby.

## Dywizje 131 – 140

### 132 Dywizja Strzelecka
W czerwcu 1941 roku w składzie wojsk 45 Korpusu Strzeleckiego Odwodów Centralnych. W jej skład wchodziły:
- - 498 Pułk Strzelecki
  - 605 Pułk Strzelecki
  - 712 Pułk Strzelecki
  - 425 Pułk Artylerii
  - (?) Pułk Artylerii
  - batalion przeciwpancerny
  - batalion artylerii przeciwlotniczej
  - batalion zwiadu
  - batalion saperów
  - inne służby.

W listopadzie 1941 roku walczyła w składzie 13 Armii.

### 133 Dywizja Strzelecka
W czerwcu 1941 roku w składzie 53 Korpusu Strzeleckiego, 24 Armii Odwodowej. W jej skład wchodziły:
- - 418 Pułk Strzelecki
  - 681 Pułk Strzelecki
  - 521 Pułk Strzelecki
  - 400 Pułk Artylerii Lekkiej
  - 511 Pułk Artylerii Haubic
  - 249 oddzielny batalion przeciwpancerny
  - 290 oddzielny batalion artylerii przeciwlotniczej
  - 169 samodzielny batalion rozpoznawczy
  - 269 oddzielny batalion saperów
  - inne służby.

Według stanu z kwietnia 1941 r. dywizja liczyła 14,5 tys. żołnierzy, 558 karabinów maszynowych, 1204 karabiny maszynowe, 144 działa, 150 moździerzy, 16 czołgów lekkich, 13 pojazdów opancerzonych, 3 tysiące koni.
W listopadzie 1941 roku walczyła w składzie 16 Armii pod Klinem na przedpolach Moskwy. 17 marca 1942 dywizję przeorganizowano w 18 Dywizję Strzelców Gwardii.

### 134 Dywizja Strzelecka
W czerwcu 1941 roku w składzie 25 Korpusu Strzeleckiego 19 Armii Odwodowej. W jej skład wchodziły:
- - 515 Pułk Strzelecki
  - 629 Pułk Strzelecki
  - 738 Pułk Strzelecki
  - 410 Pułk Artylerii
  - (?) Pułk Artylerii
  - batalion przeciwpancerny
  - batalion artylerii przeciwlotniczej
  - batalion zwiadu
  - batalion saperów
  - inne służby.

W sierpniu w składzie 61 Korpusu Strzeleckiego, 69 Armii forsowała Wisłę pod Chotczą i utworzyła przyczółek.

### 135 Dywizja Strzelecka Krakowska
W czerwcu 1941 roku w składzie 27 Korpusu Strzeleckiego, 5 Armii Okręgu Kijowskiego. W jej skład wchodziły:
- - 396 Pułk Strzelecki
  - 497 Pułk Strzelecki
  - 791 Pułk Strzelecki
  - 276 Pułk Artylerii
  - (?) Pułk Artylerii
  - batalion przeciwpancerny
  - batalion artylerii przeciwlotniczej
  - batalion zwiadu
  - batalion saperów
  - inne służby.

W trakcie rozpoczętej 12 stycznia 1945 r. operacji wiślańsko-odrzańskiej jego armie wykonały manewr oskrzydlający, co pozwoliło im – ku zaskoczeniu Niemców – zaatakować Kraków od najmniej bronionej strony zachodniej. 18 stycznia 1945 r. miasto zostało zajęte. W Moskwie oddano 24 salwy z 324 dział, zaś z rozkazu Stalina dowodzona przez gen. płk. Iwana Korownikowa 135 Dywizja Strzelecka 59 Armii otrzymała nazwę „Krakowska”.

### 136 Dywizja Strzelecka
W czerwcu 1941 roku w składzie 23 Korpusu Strzeleckiego Okręgu Transkaukaskiego. W jej skład wchodziły:
- - 387 Pułk Strzelecki
  - 541 Pułk Strzelecki
  - 733 Pułk Strzelecki
  - 291 Pułk Artylerii
  - 370 Pułk Artylerii
  - batalion przeciwpancerny
  - batalion artylerii przeciwlotniczej
  - batalion zwiadu
  - batalion saperów
  - inne służby.

### 137 Dywizja Strzelecka
W czerwcu 1941 roku w składzie wojsk 20 Korpusu Strzeleckiego Odwodów Centralnych. W jej skład wchodziły:
- - 409 Pułk Strzelecki
  - 624 Pułk Strzelecki
  - 771 Pułk Strzelecki
  - 278 Pułk Artylerii
  - 497 Pułk Artylerii
  - batalion przeciwpancerny
  - batalion artylerii przeciwlotniczej
  - batalion zwiadu
  - batalion saperów
  - inne służby.

W listopadzie 1941 roku w składzie 3 Armii walczyła w obronie Moskwy.

### 138 Dywizja Strzelecka
W 1942 roku walczyła w Stalingradzie. W listopadzie 1942 roku została odcięta od pozostałych sił 62 Armii. Przez dziewięć dni dywizja walczyła bez żadnych dostaw. Następnie włączyła się do walk o fabrykę i osiedle Barrikady. Jej przeciwnikiem była niemiecka 305 DP. W styczniu 1944 roku w składzie 21 Korpusu Strzeleckiego Gwardii, 4 Armii Gwardii 2 Frontu Ukraińskiego.

### 139 Dywizja Strzelecka
Została sformowana w Zachodnim Specjalnym Okręgu Wojskowym na bazie 87 Pułku Strzelców z 29 Dywizji Strzelców i przegrupowana do Kijowskiego Specjalnego Okręgu Wojskowego.
W czerwcu 1941 roku w składzie 37 Korpusu Strzeleckiego, 6 Armii Okręgu Kijowskiego. W jej skład wchodziły:
- - 364 Pułk Strzelecki
  - 609 Pułk Strzelecki
  - 718 Pułk Strzelecki
  - 354 Pułk Strzelecki
  - (?) Pułk Artylerii
  - batalion przeciwpancerny
  - batalion artylerii przeciwlotniczej
  - batalion zwiadu
  - batalion saperów
  - inne służby.

### 140 Dywizja Strzelecka
W czerwcu 1941 roku w składzie 36 Korpusu Strzeleckiego Okręgu Kijowskiego. W jej skład wchodziły:
- - 445 Pułk Strzelecki
  - 637 Pułk Strzelecki
  - 798 Pułk Strzelecki
  - 309 Pułk Artylerii
  - 371 Pułk Artylerii
  - batalion przeciwpancerny
  - batalion artylerii przeciwlotniczej
  - batalion zwiadu
  - batalion saperów
  - inne służby.

## Dywizje 141 – 150

### 141 Dywizja Strzelecka
W czerwcu 1941 roku w składzie 37 Korpusu Strzeleckiego, 6 Armii Okręgu Kijowskiego. W jej skład wchodziły:
- - 687 Pułk Strzelecki
  - 745 Pułk Strzelecki
  - 796 Pułk Strzelecki
  - 186 Pułk Artylerii
  - (?) Pułk Artylerii
  - batalion przeciwpancerny
  - batalion artylerii przeciwlotniczej
  - batalion zwiadu
  - batalion saperów
  - inne służby.

### 142 Dywizja Strzelecka
W czerwcu 1941 roku w składzie 19 Korpusu Strzeleckiego, 23 armii Okręgu Leningradzkiego. W jej skład wchodziły:
- - 461 Pułk Strzelecki
  - 588 Pułk Strzelecki
  - 701 Pułk Strzelecki
  - 334 Pułk Artylerii
  - (?) Pułk Artylerii
  - batalion przeciwpancerny
  - batalion artylerii przeciwlotniczej
  - batalion zwiadu
  - batalion saperów
  - inne służby.

### 143 Dywizja Strzelecka
Sformowana w Zachodnim Specjalnym Okręgu Wojskowym na bazie 98 Pułku Strzelców z 33 Dywizji Strzelecka przegrupowana do Kijowskiego Specjalnego Okręgu Wojskowego.
W czerwcu 1941 roku w składzie 47 Korpusu Strzeleckiego Okręgu Zachodniego. W jej skład wchodziły:
- - 487 Pułk Strzelecki
  - 635 Pułk Strzelecki
  - 800 Pułk Strzelecki
  - 287 pułk Artylerii
  - (?) Pułk Artylerii
  - batalion przeciwpancerny
  - batalion artylerii przeciwlotniczej
  - batalion zwiadu
  - batalion saperów
  - inne służby.

W listopadzie 1941 roku walczyła w składzie 13 Armii.

### 144 Dywizja Strzelecka
W listopadzie 1941 roku walczyła w składzie 5 Armii. Walczyła w obronie Zwienigorodu. W jej skład wchodziły:
- - 449 Pułk Strzelecki
  - 612 Pułk Strzelecki
  - 785 Pułk Strzelecki
  - 308 Pułk Strzelecki
  - (?) Pułk Artylerii
  - batalion przeciwpancerny
  - batalion artylerii przeciwlotniczej
  - batalion zwiadu
  - batalion saperów
  - inne służby.

### 145 Dywizja Strzelecka
Dywizja Strzelców sformowana w Zachodnim Specjalnym Okręgu Wojskowym na bazie 191 Pułku Strzelców z 64 Dywizji Strzeleckiej.
W czerwcu 1941 roku w składzie 33 Korpusu Strzeleckiego, Okręgu Orelskiego. W jej skład wchodziły:
- - 403 Pułk Strzelecki
  - 599 Pułk Strzelecki
  - 729 Pułk Strzelecki
  - 277 Pułk Artylerii
  - (?) Pułk Artylerii
  - batalion przeciwpancerny
  - batalion artylerii przeciwlotniczej
  - batalion zwiadu
  - batalion saperów
  - inne służby.

### 146 Dywizja Strzelecka
W czerwcu 1941 roku w składzie 36 Korpusu Strzeleckiego Okręgu Kijowskiego. W jej skład wchodziły:
- - 512 Pułk Strzelecki
  - 608 Pułk Strzelecki
  - 698 Pułk Strzelecki
  - 280 Pułk Artylerii
  - (?) Pułk Artylerii
  - batalion przeciwpancerny
  - batalion artylerii przeciwlotniczej
  - batalion zwiadu
  - batalion saperów
  - inne służby.

### 147 Dywizja Strzelecka
W czerwcu 1941 w jej skład wchodziły:
- - 551 Pułk Strzelecki
  - 600 Pułk Strzelecki
  - 640 Pułk Strzelecki
  - 379 Pułk Artylerii
  - (?) Pułk Artylerii
  - batalion przeciwpancerny
  - batalion artylerii przeciwlotniczej
  - batalion zwiadu
  - batalion saperów
  - inne służby.

### 148 Dywizja Strzelecka
W czerwcu 1941 roku w składzie 63 Korpusu Strzeleckiego, 21 Armii Odwodowej. W jej skład wchodziły:
- - 496 Pułk Strzelecki
  - 507 Pułk Strzelecki
  - 654 Pułk Strzelecki
  - 326 Pułk Artylerii
  - 532 Pułk Artylerii
  - batalion przeciwpancerny
  - batalion artylerii przeciwlotniczej
  - batalion zwiadu
  - batalion saperów
  - inne służby.

Walczyła w składzie 13 Armii pod dow. płk. Czeriokmanowa. Jej oddziały 10 grudnia wkroczyły do miasta Jelec. Następnie zdobyły doskonale rozbudowany punkt oporu miasto Kozaki.

### 149 Dywizja Strzelecka
W czerwcu 1941 roku w składzie 30 Korpusu Strzeleckiego Okręgu Orelskiego. W jej skład wchodziły:
- - 479 Pułk Strzelecki
  - 568 Pułk Strzelecki
  - 744 Pułk Strzelecki
  - 314 Pułk Artylerii
  - 426 Pułk Artylerii
  - batalion przeciwpancerny
  - batalion artylerii przeciwlotniczej
  - batalion zwiadu
  - batalion saperów
  - inne służby.

### 150 Dywizja Strzelecka
Dywizja Strzelców sformowana w Zachodnim Specjalnym Okręgu Wojskowym na bazie 86 Pułku Strzelców z 29 Dywizji Strzeleckiej.
W czerwcu 1941 roku w składzie 9 Armii Okręgu Odeskiego. W jej skład wchodziły:
- - 469 Pułk Strzelecki
  - 674 Pułk Strzelecki
  - 756 Pułk Strzelecki
  - 328 Pułk Artylerii
  - 418 Pułk Artylerii
  - batalion przeciwpancerny
  - batalion artylerii przeciwlotniczej
  - batalion zwiadu
  - batalion saperów
  - inne służby.

## Dywizje 151 – 160

### 151 Dywizja Strzelecka
W czerwcu 1941 roku w składzie wojsk 45 Korpusu Strzeleckiego Odwodów Centralnych. W jej skład wchodziły:
- - 553 Pułk Strzelecki
  - 581 Pułk Strzelecki
  - 626 Pułk Strzelecki
  - 353 Pułk Artylerii
  - (?) Pułk Artylerii
  - batalion przeciwpancerny
  - batalion artylerii przeciwlotniczej
  - batalion zwiadu
  - batalion saperów
  - inne służby.

### 152 Dywizja Strzelecka
W czerwcu 1941 roku w składzie 32 Korpusu Strzeleckiego, 16 Armii Odwodowej. W jej skład wchodziły:
- - 480 Pułk Strzelecki
  - 544 Pułk Strzelecki
  - 646 Pułk Strzelecki
  - 333 Pułk Artylerii
  - (?) Pułk Artylerii
  - batalion przeciwpancerny
  - batalion artylerii przeciwlotniczej
  - batalion zwiadu
  - batalion saperów
  - inne służby.

W lipcu 1941 roku pod dowództwem płk. P. Czernyszewa walczyła w obronie Smoleńska.

### 153 Dywizja Strzelecka
W czerwcu 1941 roku w składzie 51 Korpusu Strzeleckiego, 22 Armii Odwodowej. W jej skład wchodziły:
- - 435 Pułk Strzelecki
  - 505 Pułk Strzelecki
  - 666 Pułk Strzelecki
  - 565 Pułk Artylerii
  - 581 Pułk Artylerii
  - batalion przeciwpancerny
  - batalion artylerii przeciwlotniczej
  - batalion zwiadu
  - batalion saperów
  - inne służby.

### 154 Dywizja Strzelecka
W czerwcu 1941 roku w składzie 66 Korpusu Strzeleckiego, 21 Armii Odwodowej. W jej skład wchodziły:
- - 437 Pułk Strzelecki
  - 473 Pułk Strzelecki
  - 510 Pułk Strzelecki
  - 571 Pułk Artylerii
  - (?) Pułk Artylerii
  - batalion przeciwpancerny
  - batalion artylerii przeciwlotniczej
  - batalion zwiadu
  - batalion saperów
  - inne służby.

W październiku 1941 roku, po wydostaniu się z okrążenia dywizja wzmocniła siły obrońców Tuły.

### 155 Dywizja Strzelecka
Dywizja Strzelców sformowana na terenie Kaliningradzkiego Okręgu Wojskowego przybyła do Zachodniego Specjalnego Okręgu Wojskowego.
W listopadzie 1941 roku walczyła w składzie 13 Armii. W jej skład wchodziły:
- - 436 Pułk Strzelecki
  - 659 Pułk Strzelecki
  - 786 Pułk Strzelecki
  - 306 Pułk Artylerii
  - 378 Pułk Artylerii
  - batalion przeciwpancerny
  - batalion artylerii przeciwlotniczej
  - batalion zwiadu
  - batalion saperów
  - inne służby.

### 156 Dywizja Strzelecka
W czerwcu 1941 roku w składzie 9 Korpusu Strzeleckiego Okręgu Odeskiego. W jej skład wchodziły:
- - 361 Pułk Strzelecki
  - 417 Pułk Strzelecki
  - 530 Pułk Strzelecki
  - 434 Pułk Artylerii
  - 498 Pułk Artylerii
  - batalion przeciwpancerny
  - batalion artylerii przeciwlotniczej
  - batalion zwiadu
  - batalion saperów
  - inne służby.

W 1941 roku pod dow. gen. Czerniajewa wchodziła w skład 51 Armii broniącej Krymu. Będąc w składzie 9 Korpusu Strzeleckiego broniła przesmyków krymskich na Perekopie. Od 24 września przez cztery dni stawiała zaciekły opór niemieckiej 24 DP, lecz później musiała się wycofać.

### 157 Dywizja Strzelecka
W czerwcu 1941 roku w składzie wojsk Okręgu Północnego Kaukazu. W jej skład wchodziły: 
- - 384 Pułk Strzelecki
  - 633 Pułk Strzelecki
  - 716 Pułk Strzelecki
  - 85 Pułk Artylerii
  - 422 Pułk Artylerii
  - batalion przeciwpancerny
  - batalion artylerii przeciwlotniczej
  - batalion zwiadu
  - batalion saperów
  - inne służby.

Pod dow.płk. Tomiłowa w składzie 51 Armii broniącej Krymu. Broniła w październiku 1941 roku pozycji na przesmyku Iszumskim. Następnie w składzie 44 Armii. 29 grudnia 1941 roku po zaokrętowaniu w Tuapse desantowała w Teodozji.

### 158 Dywizja Strzelecka
W czerwcu 1941 roku w składzie 34 Korpusu Strzeleckiego, 19 Armii Odwodowej. W jej skład wchodziły:
- - 875 Pułk Strzelecki
  - 879 Pułk Strzelecki
  - (?) Pułk Strzelecki
  - (?) Pułk Artylerii
  - 535 Pułk Artylerii
  - batalion przeciwpancerny
  - batalion artylerii przeciwlotniczej
  - batalion zwiadu
  - batalion saperów
  - inne służby.

### 159 Dywizja Strzelecka
W czerwcu 1941 roku w składzie 6 Korpusu Strzeleckiego, 6 Armii Okręgu Kijowskiego. W jej skład wchodziły:
- - 491 Pułk Strzelecki
  - 558 Pułk Strzelecki
  - 631 Pułk Strzelecki
  - 597 Pułk Artylerii
  - (?) Pułk Artylerii
  - batalion przeciwpancerny
  - batalion artylerii przeciwlotniczej
  - batalion zwiadu
  - batalion saperów
  - inne służby.

### 160 Dywizja Strzelecka
W czerwcu 1941 roku w składzie wojsk 20 Korpusu Strzeleckiego Odwodów Centralnych. W jej skład wchodziły:
- - 443 Pułk Strzelecki
  - 537 Pułk Strzelecki
  - 636 Pułk Strzelecki
  - 556 Pułk Artylerii
  - (?) Pułk Artylerii
  - batalion przeciwpancerny
  - batalion artylerii przeciwlotniczej
  - batalion zwiadu
  - batalion saperów
  - inne służby.

W listopadzie 1941 roku walczyła w składzie 13 Armii. W styczniu 1942 roku walczyła w składzie 33 Armii.

## Dywizje 161 – 170

### 161 Dywizja Strzelecka
Sformowana w 1940 roku w Zachodnim Specjalnym Okręgu Wojskowym.
9 listopada 1941 roku broniła IV sektora obrony Sewastopola. W jej skład wchodziły: 
- - 477 Pułk Strzelecki
  - 542 Pułk Strzelecki
  - 603 Pułk Strzelecki
  - 628 Pułk Artylerii
  - 632 Pułk Artylerii
  - batalion przeciwpancerny
  - batalion artylerii przeciwlotniczej
  - batalion zwiadu
  - batalion saperów
  - inne służby.

### 162 Dywizja Strzelecka
W czerwcu 1941 roku w składzie 25 Korpusu Strzeleckiego, 19 Armii Odwodowej. W jej skład wchodziły:
- - 501 Pułk Strzelecki
  - 627 Pułk Strzelecki
  - 720 Pułk Strzelecki
  - 605 Pułk Artylerii
  - 620 Pułk Artylerii
  - batalion przeciwpancerny
  - batalion artylerii przeciwlotniczej
  - batalion zwiadu
  - batalion saperów
  - inne służby.

### 164 Dywizja Strzelecka
Została sformowana w 1939 r. w sformowana w Zachodnim Specjalnym Okręgu Wojskowym na bazie 192 Pułku Strzelców z 64 Dywizji Strzeleckiej został wysłały na wojnę z Finlandią jej jeden pułk artylerii.
W czerwcu 1941 roku w składzie 17 Korpusu Strzeleckiego, 12 Armii Okręgu Kijowskiego. W jej skład wchodziły:
- - 531 Pułk Strzelecki
  - 620 Pułk Strzelecki
  - 742 Pułk Strzelecki
  - 494 Pułk Artylerii
  - 473 Pułk Artylerii
  - batalion przeciwpancerny
  - batalion artylerii przeciwlotniczej
  - batalion zwiadu
  - batalion saperów
  - inne służby.

### 165 Dywizja Strzelecka
W czerwcu 1941 roku w składzie 64 Korpusu Strzeleckiego Okręgu Północnego Kaukazu. W jej skład wchodziły:
- - 562 Pułk Strzelecki
  - 641 Pułk Strzelecki
  - 751 Pułk Strzelecki
  - 608 Pułk Artylerii
  - 631 Pułk Artylerii
  - batalion przeciwpancerny
  - batalion artylerii przeciwlotniczej
  - batalion zwiadu
  - batalion saperów
  - inne służby.

### 166 Dywizja Strzelecka
W czerwcu 1941 roku w składzie 52 Korpusu Strzeleckiego 24 Armii Odwodowej. W jej skład wchodziły:
- - 423 Pułk Strzelecki
  - 517 Pułk Strzelecki
  - 735 Pułk Strzelecki
  - 359 Pułk Artylerii
  - (?) Pułk Artylerii
  - batalion przeciwpancerny
  - batalion artylerii przeciwlotniczej
  - batalion zwiadu
  - batalion saperów
  - inne służby.

### 167 Dywizja Strzelecka
W czerwcu 1941 roku w składzie 63 Korpusu Strzeleckiego, 21 Armii Odwodowej. W jej skład wchodziły:
- - 465 Pułk Strzelecki
  - 520 Pułk Strzelecki
  - 615 Pułk Strzelecki
  - 576 Pułk Artylerii
  - (?) Pułk Artylerii
  - batalion przeciwpancerny
  - batalion artylerii przeciwlotniczej
  - batalion zwiadu
  - batalion saperów
  - inne służby.

### 168 Dywizja Strzelecka

#### Zniszczenie 168 Dywizji wwojnie zimowej
IV Korpus armii fińskiej otrzymał rozkaz uderzenia na nieprzyjaciela z Lemetti aby w ten sposób zagrozić skrzydłu wojsk radzieckich nadchodzących z rejonu Salmi-Koirinoja. Dwie próby wykonania rozkazu w czasie 12 i od 17 do 19 dnia nie powiodły się. Pomimo tego korpus szykował się do następnego ataku aby w ten sposób nie dać czasu Sowietom na przegrupowanie sił. Główna oś natarcia była skierowana przeciwko 18 dywizji radzieckiej znajdującej się w Ruhtinaanmäki. Sukcesem tej akcji było osiągnięcie drogi do Uomaa (3 stycznia 1940 r.).
To dało Finom możliwość rozszerzenia kontrofensywy, w którym to celu przysłano posiłki w sile 14 800 ludzi. Planowano odcięcie dróg zaopatrzenia wroga, osłabienie go w ten sposób, a następnie ostateczne zniszczenie. Sformowano dwie jednostki uderzeniowe: jedną pod dowództwem płk H. Hannukseli, drugą pod dowództwem płk P. Autiego. Natarcie rozpoczęło się 6 stycznia. Rosjanie w odpowiedzi na tę akcję nie zarządzili odwrotu tylko zaczęli się okopywać. Taka postawa umożliwiła Finom kontynuowanie ofensywy. Pozostawiono jedynie niewielkie siły do pilnowania osaczonego nieprzyjaciela. Te pozostawione na tyłach posterunki zostały później nazwane motti (kotły). Ostatecznie płk Auti ze swoim oddziałem dotarł do Koirinoja w 11 dniu doprowadzając tym samym do całkowitego okrążenia 168. dywizji. Także 18 Dywizja i 34 Brygada Pancerna zostały rozbite w kilka odrębnych motti.
Okrążeni czerwonoarmiści otrzymywali zaopatrzenie z powietrza, a 168 Dywizja po lodzie przez jezioro Ładoga – to ostatnie wkrótce stało się niemożliwe ze względu na zajęcie wysp na tym akwenie przez Autiego. Powstały trzy główne motti, zachodni Lemetti, wschodni Lemetti i tzw. motti regimentowy obsadzony przez jeden z regimentów 168 Dywizji. Reszta dywizji została okrążona w rejonie Kitelä. Zachodnie Lemetti było bronione przez 32 czołgi i 6 dział oraz lekkie moździerze, a zostało oczyszczone 4 lutego. Wschodnie Lemetti dysponowało dużo większymi siłami – było tu m.in. 70 czołgów i 20 samochodów pancernych, które zostały okopane. Rosjanie próbowali się wyrwać z okrążenia, ale zostali całkowicie zniszczeni. Motti regimentowe zostało później podzielone na kilka mniejszych i ostatecznie przestało istnieć 18 lutego. Finowie zdobyli 20 czołgów i 30 dział oraz duże ilości amunicji. Resztki 168 dywizji utrzymywały się na swoich pozycjach aż do końca wojny. Ta wielka kontrofensywa była możliwa tylko dzięki utrzymaniu się Finów na linii rzeki Kollaa. Regiment broniący tego bardzo ważnego obszaru stracił aż 56% swojego stanu osobowego (1665 ludzi), mimo tego nie wycofał się, ponieważ jego żołnierze zdawali sobie sprawę, jak wielkie znaczenie ma utrzymanie obrony w tym rejonie. Całkowite straty II Korpusu w czasie całej wojny wyniosły 3725 zabitych i 9651 rannych oraz 572 zaginionych, co dawało łącznie 13 948 ludzi. Nieprzyjaciel został zatrzymany i w większości zniszczony, ale II korpus wielokrotnie musiał być wzmacniany posiłkami, które tak bardzo były też potrzebne na Przesmyku Karelskim.
W czerwcu 1941 roku w składzie 7 Armii Okręgu Leningradzkiego. W jej skład wchodziły:
- - 260 Pułk Strzelecki
  - 402 Pułk Strzelecki
  - 462 Pułk Strzelecki
  - 453 Pułk Artylerii
  - 412 Pułk Artylerii
  - batalion przeciwpancerny
  - batalion artylerii przeciwlotniczej
  - batalion zwiadu
  - batalion saperów
  - inne służby.

### 169 Dywizja Strzelecka
W czerwcu 1941 roku w składzie 55 Korpusu Strzeleckiego Okręgu Kijowskiego. W jej skład wchodziły:
- - 434 Pułk Strzelecki
  - 556 Pułk Strzelecki
  - 680 Pułk Strzelecki
  - 307 Pułk Artylerii
  - 342 Pułk Artylerii
  - batalion przeciwpancerny
  - batalion artylerii przeciwlotniczej
  - batalion zwiadu
  - batalion saperów
  - inne służby.

### 170 Dywizja Strzelecka
W czerwcu 1941 roku w składzie 62 Korpusu Strzeleckiego, 22 Armii Odwodowej. W jej skład wchodziły:
- - 391 Pułk Strzelecki
  - 422 Pułk Strzelecki
  - 717 Pułk Strzelecki
  - 294 Pułk Artylerii
  - 512 Pułk Artylerii
  - batalion przeciwpancerny
  - batalion artylerii przeciwlotniczej
  - batalion zwiadu
  - batalion saperów
  - inne służby.

## Dywizje 171 – 180

### 171 Dywizja Strzelecka
W czerwcu 1941 roku w składzie 34 Korpus Strzelecki, 19 Armii Odwodowej. W jej skład wchodziły:
- - 380 Pułk Strzelecki
  - 525 Pułk Strzelecki
  - 713 Pułk Strzelecki
  - 478 Pułk Artylerii
  - (-) Pułk Artylerii
  - batalion przeciwpancerny
  - batalion artylerii przeciwlotniczej
  - batalion zwiadu
  - batalion saperów
  - inne służby.

W pasie nadmorskim w marcu 1945 roku grupy żołnierzy niemieckich w sposób mniej lub bardziej zorganizowany próbowały się przebijać w kierunku Przesmyk Dziwnowski. Przesmyk ten, jest to wąski pas terenu pomiędzy Zalew Kamieński a Bałtykiem. W marcu 1945 roku był on obsadzony przez jednostki z 6 Szkoły łączności Luftwaffe Dziwnowa Na przesmyk nacierały wojska radzieckie. Dnia 9 marca radziecka 171 Dywizja Strzelecka, ze składu 3 Armia Uderzeniowa, forsownym marszem z rejonu Reska dotarła do morza pomiędzy Pustkowem a Dziwnówkiem z zadaniem oczyszczenia tego rejonu z jednostek nieprzyjaciela. Radzieckie dowództwo w wyniku zaniedbań nie zgromadziło na czas informacji o koncentracji w rejonie Pogorzelicy i Trzęsacza dużych sił niemieckich z rozbitych w rejonie Połczyn – Drawsko – Świdwin – Łobez jednostek niemieckiej 3 Armia Pancerna. Dowodzenie nad zgrupowaniem objął generał von Tettau.
Po nawiązaniu łączności radiowej z garnizonem Dziwnowa, zdecydowano o koordynacji działań celem przebicia się niemieckich zgrupowana wyspę Wolin. Przez cały dzień 10 marca toczyły się walki w rejonie Karnice i Cerkwica. Radzieckie jednostki 207 Dywizja Strzelecka, mającej za zadanie opanowanie Trzęsacza, Rewala i Niechorza, napotkały niespodziewanie silny opór i nie tylko nie posunęły się naprzód, ale i oddały teren Nocą 11 marca na rozwinięte na zachód od Trzęsacza oddziały 171 Dywizji Strzeleckiej wyszło uderzenie zgrupowania niemieckiego. W pierwszej linii szedł najmniej zdemoralizowany i osłabiony 4 pułk podchorążych artylerii ze szkoły w Gross Born (Borne Sulinowo) majora Buchenau. Wspierały go pojedyncze ocalałe niemieckie pojazdy pancerne ze składu Dywizji Pancernej. Krótko później na tyły zaangażowanych w zaciekłe nocne walki oddziałów radzieckich wyszło natarcie pododdziałów garnizonu Dziwnowa. 171 Dywizja Strzelecka ponosząc duże straty pośpiesznie wycofała się na południe, oddając Radawkę i Wrzosowo. Korytarz został otwarty.

### 172 Dywizja Strzelecka
W czerwcu 1941 roku w składzie 61 Korpusu Strzeleckiego, 20 Armii Odwodowej. W jej skład wchodziły:
- - 388 Pułk Strzelecki
  - 514 Pułk Strzelecki
  - 747 Pułk Strzelecki
  - 340 Pułk Artylerii
  - 493 Pułk Artylerii
  - batalion przeciwpancerny
  - batalion artylerii przeciwlotniczej
  - batalion zwiadu
  - batalion saperów
  - inne służby.

W lipcu 1941 roku będąc w składzie 61 Korpusu Strzeleckiego szczególnie wyróżniła się w obronie miasta Mohylew. Dowódcą dywizji w tym okresie był gen. maj. Romanow.
Przerzucona na Krym w 1941 roku pod dow. płk. Toropcewa wchodziła w skład 51 Armii broniącej Krymu. Broniła wybrzeża Krymu. 25 października po kontrataku na niemiecką 73 DP ponownie obsadziła linie rzeki Czatyrłyk. Na początku listopada 1941 roku przebijała się do Sewastopola. 9 listopada jej 514 pułk bronił drugiego sektora obrony Sewastopola razem z 25 Dywizją Strzelecką i pułkami piechoty morskiej. 14 listopada pułki 514 i 383 udanie kontratakowały odbijając utracone wcześniej pozycje i uwolniły 40 DKaw. z okrążenia. W 1942 roku w składzie Samodzielnej Armii Nadmorskiej broniła Sewastopola. 7 czerwca dywizja broniła się przed nacierającą niemiecką 22 DP. Ze względu na poniesione duże straty 9 czerwca dywizję wycofano do odwodu. Z całej dywizji pozostał jedynie dwubatalionowy pułk.

#### Literatura
- Tadeusz Konecki: Sewastopol 1941–1942, 1944, W-wa 1987

### 173 Dywizja Strzelecka
W czerwcu 1941 roku w składzie 8 Korpusu Strzeleckiego, 26 Armii Okręgu Kijowskiego. W jej skład wchodziły:
- - 378 Pułk Strzelecki
  - 490 Pułk Strzelecki
  - 567 Pułk Strzelecki
  - 352 Pułk Artylerii
  - (?) Pułk Artylerii
  - batalion przeciwpancerny
  - batalion artylerii przeciwlotniczej
  - batalion zwiadu
  - batalion saperów
  - inne służby.

Olecko. 23 października 1944 roku do miasta wchodzi 173 Dywizja Strzelecka Orszańska Armii Czerwonej.

### 174 Dywizja Strzelecka
W czerwcu 1941 roku w składzie 62 Korpusu Strzeleckiego, 22 Armii Odwodowej. W jej skład wchodziły:
- - 494 Pułk Strzelecki
  - 508 Pułk Strzelecki
  - 628 Pułk Strzelecki
  - 598 Pułk Artylerii
  - 730 Pułk Artylerii
  - batalion przeciwpancerny
  - batalion artylerii przeciwlotniczej
  - batalion zwiadu
  - batalion saperów
  - inne służby.

W grudniu 1941 roku dywizja walczyła w składzie 29 Armii na Front Kaliniński.

### 175 Dywizja Strzelecka
W czerwcu 1941 roku w składzie 64 Korpusu Strzeleckiego Okręgu Północnego Kaukazu. W jej skład wchodziły:
- - 560 Pułk Strzelecki
  - 632 Pułk Strzelecki
  - 728 Pułk Strzelecki
  - 630 Pułk Artylerii
  - 344 Pułk Artylerii
  - batalion przeciwpancerny
  - batalion artylerii przeciwlotniczej
  - batalion zwiadu
  - batalion saperów
  - inne służby.
- 9 marca 1945 roku. W wyniku zaciętych walk jednostki radzieckie 77 i 125 KA zdobyły Płonie, Smerdnicę i Chlebowo, a 175 Dywizja Strzelecka i 219 BPanc. wdarły się do Gryfina.

### 176 Dywizja Strzelecka
W czerwcu 1941 roku w składzie 35 Korpusu Strzeleckiego, 9 Armii Okręgu Odessy. W jej skład wchodziły:
- - 389 Pułk Strzelecki
  - 404 Pułk Strzelecki
  - 591 Pułk Strzelecki
  - 300 Pułk Artylerii
  - 380 Pułk Artylerii
  - batalion przeciwpancerny
  - batalion artylerii przeciwlotniczej
  - batalion zwiadu
  - batalion saperów
  - inne służby.

### 177 Dywizja Strzelecka
W czerwcu 1941 roku w składzie wojsk Okręgu Leningradzkiego. W jej skład wchodziły:
- - 483 Pułk Strzelecki
  - 486 Pułk Strzelecki
  - 502 Pułk Strzelecki
  - 706 Pułk Artylerii
  - 710 Pułk Artylerii
  - batalion przeciwpancerny
  - batalion artylerii przeciwlotniczej
  - batalion zwiadu
  - batalion saperów
  - inne służby.

### 178 Dywizja Strzelecka
W czerwcu 1941 roku w składzie 53 Korpusu Strzeleckiego, 24 Armii Odwodowej. W jej skład wchodziły:
- - 386 Pułk Strzelecki
  - 693 Pułk Strzelecki
  - 709 Pułk Strzelecki
  - 332 Pułk Artylerii
  - 432 Pułk Artylerii
  - batalion przeciwpancerny
  - batalion artylerii przeciwlotniczej
  - batalion zwiadu
  - batalion saperów
  - inne służby.

W grudniu 1941 roku dywizja walczyła w składzie 22 Armii na Froncie Kalinińskim.

### 179 Dywizja Strzelecka
W czerwcu 1941 roku w składzie 29 Korpusu Strzeleckiego, 11 Armii Okręgu Bałtyckiego. W jej skład wchodziły:
- - 215 Pułk Strzelecki
  - 234 Pułk Strzelecki
  - 259 Pułk Strzelecki
  - 618 Pułk Artylerii
  - 619 Pułk Artylerii
  - batalion przeciwpancerny
  - batalion artylerii przeciwlotniczej
  - batalion zwiadu
  - batalion saperów
  - inne służby.

W grudniu 1941 roku dywizja walczyła w składzie 22 Armii na Froncie Kalinińskim.

### 180 Dywizja Strzelecka
W czerwcu 1941 roku w składzie 22 Korpusu Strzeleckiego, 27 Armii Okręgu Bałtyckiego. W jej skład wchodziły:
- - 21 Pułk Strzelecki
  - 42 Pułk Strzelecki
  - 86 Pułk Strzelecki
  - 627 Pułk Artylerii
  - 629 Pułk Artylerii
  - batalion przeciwpancerny
  - batalion artylerii przeciwlotniczej
  - batalion zwiadu
  - batalion saperów
  - inne służby.

## Dywizje 181 – 190

### 181 Dywizja Strzelecka
W czerwcu 1941 roku w składzie 24 Korpusu Strzeleckiego, 27 Armii Okręgu Bałtyckiego. W jej skład wchodziły:
- - 186 Pułk Strzelecki
  - 195 Pułk Strzelecki
  - 243 Pułk Strzelecki
  - 639 Pułk Artylerii
  - 640 Pułk Artylerii
  - batalion przeciwpancerny
  - batalion artylerii przeciwlotniczej
  - batalion zwiadu
  - batalion saperów
  - inne służby.

### 182 Dywizja Strzelecka
W czerwcu 1941 roku w składzie 22 Korpusu Strzeleckiego, 27 Armii Okręgu Bałtyckiego. W jej skład wchodziły:
- - 140 Pułk Strzelecki
  - 171 Pułk Strzelecki
  - 232 Pułk Strzelecki
  - 625 Pułk Artylerii
  - 626 Pułk Artylerii
  - batalion przeciwpancerny
  - batalion artylerii przeciwlotniczej
  - batalion zwiadu
  - batalion saperów
  - inne służby.

### 183 Dywizja Strzelecka
W czerwcu 1941 roku w składzie 24 Korpusu Strzeleckiego, 27 Armii Okręgu Bałtyckiego. W jej skład wchodziły:
- - 227 Pułk Strzelecki
  - 285 Pułk Strzelecki
  - 295 Pułk Strzelecki
  - 623 Pułk Artylerii
  - 624 Pułk Artylerii
  - batalion przeciwpancerny
  - batalion artylerii przeciwlotniczej
  - batalion zwiadu
  - batalion saperów
  - inne służby.

W grudniu 1941 roku dywizja walczyła w składzie 29 Armii na Froncie Kalinińskim.

### 184 Dywizja Strzelecka
W czerwcu 1941 roku w składzie 16 Korpusu Strzeleckiego, 11 Armii Okręgu Bałtyckiego. W jej skład wchodziły:
- - 262 Pułk Strzelecki
  - 294 Pułk Strzelecki
  - 297 Pułk Strzelecki
  - 616 Pułk Artylerii
  - (?) Pułk Artylerii
  - batalion przeciwpancerny
  - batalion artylerii przeciwlotniczej
  - batalion zwiadu
  - batalion saperów
  - inne służby.

Na Krymie w 1941 roku pod dow. płk. Abramowa wchodziła w skład 51 Armia (ZSRR) broniącej wybrzeża Krymu. W listopadzie 1941 roku wycofała się do Sewastopola.

### 185 Dywizja Strzelecka
W listopadzie 1941 roku oddana do dyspozycji 30 Armii.

### 186 Dywizja Strzelecka
W czerwcu 1941 roku w składzie 62 Korpusu Strzeleckiego, 22 Armii Odwodowej. W jej skład wchodziły:
- - 238 Pułk Strzelecki
  - 290 Pułk Strzelecki
  - 298 Pułk Strzelecki
  - 327 Pułk Artylerii
  - (?) Pułk Artylerii
  - batalion przeciwpancerny
  - batalion artylerii przeciwlotniczej
  - batalion zwiadu
  - batalion saperów
  - inne służby.

W grudniu 1941 roku dywizja walczyła w składzie 22 Armii na Front Kaliniński.

### 187 Dywizja Strzelecka
W czerwcu 1941 roku w składzie wojsk 45 Korpusu Strzeleckiego Odwodów Centralnych. W jej skład wchodziły:
- - 236 Pułk Strzelecki
  - 292 Pułk Strzelecki
  - 338 Pułk Strzelecki
  - 328 Pułk Artylerii
  - (?) Pułk Artylerii
  - batalion przeciwpancerny
  - batalion artylerii przeciwlotniczej
  - batalion zwiadu
  - batalion saperów
  - inne służby.

### 188 Dywizja Strzelecka
W czerwcu 1941 roku w składzie 16 Korpusu Strzeleckiego, 11 Armii Okręgu Bałtyckiego. W jej skład wchodziły:
- - 523 Pułk Strzelecki
  - 580 Pułk Strzelecki
  - 595 Pułk Strzelecki
  - 234 Pułk Artylerii
  - (?) Pułk Artylerii
  - batalion przeciwpancerny
  - batalion artylerii przeciwlotniczej
  - batalion zwiadu
  - batalion saperów
  - inne służby.

W styczniu 1944 roku w składzie 82 Korpusu Strzeleckiego, 37 Armii 2 Frontu Ukraińskiego.

### 189 Dywizja Strzelecka
W czerwcu 1941 roku w składzie 55 Korpusu Strzeleckiego Okręgu Kijowskiego. W jej skład wchodziły:
- - 864 Pułk Strzelecki
  - 880 Pułk Strzelecki
  - 891 Pułk Strzelecki
  - 431 Pułk Artylerii
  - (?) Pułk Artylerii
  - batalion przeciwpancerny
  - batalion artylerii przeciwlotniczej
  - batalion zwiadu
  - batalion saperów
  - inne służby.

### 190 Dywizja Strzelecka
W czerwcu 1941 roku w składzie 49 Korpusu Strzeleckiego Okręgu Kijowskiego. W jej skład wchodziły:
- - 586 Pułk Strzelecki
  - 621 Pułk Strzelecki
  - 890 Pułk Strzelecki
  - (?) Pułk Artylerii
  - (?) Pułk Artylerii
  - batalion przeciwpancerny
  - batalion artylerii przeciwlotniczej
  - batalion zwiadu
  - batalion saperów
  - inne służby.

## Dywizje 191 – 200

### 191 Dywizja Strzelecka
W czerwcu 1941 roku w składzie wojsk Okręgu Leningradzkiego. W jej skład wchodziły:
- - 522 Pułk Strzelecki
  - 546 Pułk Strzelecki
  - 559 Pułk Strzelecki
  - 488 Pułk Artylerii
  - 504 Pułk Artylerii
  - batalion przeciwpancerny
  - batalion artylerii przeciwlotniczej
  - batalion zwiadu
  - batalion saperów
  - inne służby.

### 192 Dywizja Strzelecka
W czerwcu 1941 roku w składzie 13 Korpusu Strzeleckiego, 12 Armii Okręgu Kijowskiego.

### 193 Dywizja Strzelecka
W czerwcu 1941 roku w składzie 31 Korpusu Strzeleckiego, Okręgu Kijowskiego. W jej skład wchodziły:
- - 685 Pułk Strzelecki
  - 883 Pułk Strzelecki
  - 895 Pułk Strzelecki
  - 384 Pułk Artylerii
  - 393 Pułk Artylerii
  - batalion przeciwpancerny
  - batalion artylerii przeciwlotniczej
  - batalion zwiadu
  - batalion saperów
  - inne służby.

### 195 Dywizja Strzelecka
W czerwcu 1941 roku w składzie 31 Korpusu Strzeleckiego, Okręgu Kijowskiego. W jej skład wchodziły:
- - 564 Pułk Strzelecki
  - 573 Pułk Strzelecki
  - 604 Pułk Strzelecki
  - 505 Pułk Artylerii
  - 475 Pułk Artylerii
  - batalion przeciwpancerny
  - batalion artylerii przeciwlotniczej
  - batalion zwiadu
  - batalion saperów
  - inne służby.

### 196 Dywizja Strzelecka
W czerwcu 1941 roku w składzie 7 Korpusu Strzeleckiego, Okręgu Odeskiego. W jej skład wchodziły:
- - 863 Pułk Strzelecki
  - 884 Pułk Strzelecki
  - 893 Pułk Strzelecki
  - 725 Pułk Artylerii
  - 739 Pułk Artylerii
  - batalion przeciwpancerny
  - batalion artylerii przeciwlotniczej
  - batalion zwiadu
  - batalion saperów
  - inne służby.

### 197 Dywizja Strzelecka
W czerwcu 1941 roku w składzie 49 Korpusu Strzeleckiego, Okręgu Kijowskiego. W jej skład wchodziły:
- - 828 Pułk Strzelecki
  - 862 Pułk Strzelecki
  - 889 Pułk Strzelecki
  - 361 Pułk Artylerii
  - 261 Pułk Artylerii
  - batalion przeciwpancerny
  - batalion artylerii przeciwlotniczej
  - batalion zwiadu
  - batalion saperów
  - inne służby.

### 199 Dywizja Strzelecka
W czerwcu 1941 roku w składzie 49 Korpusu Strzeleckiego, Okręgu Kijowskiego. W jej skład wchodziły:
- - 492 Pułk Strzelecki
  - 584 Pułk Strzelecki
  - 617 Pułk Strzelecki
  - 500 Pułk Artylerii
  - (?) Pułk Artylerii
  - batalion przeciwpancerny
  - batalion artylerii przeciwlotniczej
  - batalion zwiadu
  - batalion saperów
  - inne służby.

### 200 Dywizja Strzelecka
W czerwcu 1941 roku w składzie 31 Korpusu Strzeleckiego, Okręgu Kijowskiego. W jej skład wchodziły:
- - 642 Pułk Strzelecki
  - 648 Pułk Strzelecki
  - 661 Pułk Strzelecki
  - 155 Pułk Artylerii
  - 461 Pułk Artylerii
  - batalion przeciwpancerny
  - batalion artylerii przeciwlotniczej
  - batalion zwiadu
  - batalion saperów
  - inne służby.

## Dywizje 201 – 210

### 201 Dywizja Strzelecka
W styczniu 1942 roku walczyła w składzie 33 Armii.

### 206 Dywizja Strzelecka
W czerwcu 1941 roku w składzie 7 Korpusu Strzeleckiego, Okręgu Odeskiego. W jej skład wchodziły:
- - 722 Pułk Strzelecki
  - 737 Pułk Strzelecki
  - 748 Pułk Strzelecki
  - 661 Pułk Artylerii
  - (?) Pułk Artylerii,
  - batalion przeciwpancerny
  - batalion artylerii przeciwlotniczej
  - batalion zwiadu
  - batalion saperów
  - inne służby.

### 208 Dywizja Strzelecka
W lecie 1942 roku walczyła w składzie 64 Armii pod Stalingradem. 2 sierpnia 1942 roku natarły na nią niemieckie oddziały z 4 Armii Pancernej, 48 Korpus Pancerny i rumuński 6 Korpus Piechoty na podejściach do Kotielnikowskiego.

## Dywizje 211 – 220

### 212 Dywizja Strzelecka
W listopadzie 1941 w składzie 3 Armii, wyznaczona została do obrony miasta Jefremow.

### 213 Dywizja Strzelecka
W czerwcu 1941 roku w składzie 19 Korpusu Zmechanizowanego. Okręgu Kijowskiego. W styczniu 1944 roku w składzie 75 Korpusu Strzeleckiego, 53 Armii, 2 Frontu Ukraińskiego.

### 214 Dywizja Strzelecka
W 1941 roku w składzie wojsk Okręgu Charkowskiego. W jej skład wchodziły:
- - 776 Pułk Strzelecki
  - 780 Pułk Strzelecki
  - 788 Pułk Strzelecki
  - 683 Pułk Artylerii
  - 709 Pułk Artylerii
  - batalion przeciwpancerny
  - batalion artylerii przeciwlotniczej
  - batalion zwiadu
  - batalion saperów
  - inne służby.

Pod koniec wojny walczyła w składzie 52 Armii 1 Frontu Ukraińskiego. W styczniu 1944 roku w składzie 32 Korpusu Strzeleckiego Gwardii, 5 Armii Gwardii 2 Frontu Ukraińskiego.

### 217 Dywizja Strzelecka
W czerwcu 1941 roku w składzie 30 Korpusu Strzeleckiego, Okręgu Orelskiego. W jej skład wchodziły:
- - 740 Pułk Strzelecki
  - 755 Pułk Strzelecki
  - 766 Pułk Strzelecki
  - 668 Pułk Artylerii
  - (?) Pułk Artylerii
  - batalion przeciwpancerny
  - batalion artylerii przeciwlotniczej
  - batalion zwiadu
  - batalion saperów
  - inne służby.

W październiku 1941 roku, po wydostaniu się z okrążenia dywizja wzmocniła siły obrońców Tuły.

### 220 Dywizja Strzelecka
W grudniu 1941 roku dywizja walczyła w składzie 22 Armii na Froncie Kalinińskim. W styczniu 1942 roku w składzie 29 Armii.

## Dywizje 221 – 230

### 222 Dywizja Strzelecka
W czerwcu 1941 roku w składzie wojsk Okręgu Orelskiego. W jej skład wchodziły:
- - 757 Pułk Strzelecki
  - 774 Pułk Strzelecki
  - 787 Pułk Strzelecki
  - 666 Pułk Artylerii
  - (?) Pułk Artylerii
  - batalion przeciwpancerny
  - batalion artylerii przeciwlotniczej
  - batalion zwiadu
  - batalion saperów
  - inne służby.

Walczyła w składzie 33 Armii. W listopadzie 1941 roku nie w pełni skompletowana broniła 15 kilometrowego odcinka frontu, a jej stan wynosił 6714 żołnierzy. 1 grudnia 1941 roku uderzyły na nią oddziały niemieckiej 258 DP, a także część 19 DPanz., 3 DZmot. i 292 DP, przełamując obronę dywizji i zdobywając miejscowość Akułowo. 2 grudnia oddziały dywizji znalazły się w trudnej sytuacji prowadząc walkę w odcięciu od własnych tyłów i odczuwając brak amunicji.

### 223 Dywizja Strzelecka
W styczniu 1944 roku w składzie 49 Korpusu Strzeleckiego, 57 Armii 2 Frontu Uktaińskiego.

### 224 Dywizja Strzelecka
25 grudnia 1941 roku została zaokrętowana w bazie czarnomorskiej w Temriuku. 26 grudnia desantowała w rejonie Kerczu na Krymie.

### 227 Dywizja Strzelecka
W czerwcu 1941 roku w składzie wojsk 45 Korpusu Strzeleckiego Odwodów Centralnych. W jej skład wchodziły:
- - 777 Pułk Strzelecki
  - 789 Pułk Strzelecki
  - 794 Pułk Strzelecki
  - 595 Pułk Artylerii
  - 711 Pułk Artylerii
  - batalion przeciwpancerny
  - batalion artylerii przeciwlotniczej
  - batalion zwiadu
  - batalion saperów
  - inne służby.

### 228 Dywizja Strzelecka
W czerwcu 1941 roku w składzie 36 Korpusu Strzeleckiego Okręgu Kijowskiego. W jej skład wchodziły:
- - 792 Pułk Strzelecki
  - 795 Pułk Strzelecki
  - 799 Pułk Strzelecki
  - 669 Pułk Artylerii
  - 485 Pułk Artylerii
  - batalion przeciwpancerny
  - batalion artylerii przeciwlotniczej
  - batalion zwiadu
  - batalion saperów
  - inne służby.

W styczniu 1944 roku w składzie 57 Korpusu Strzeleckiego, 37 Armii 2 Frontu Ukraińskiego.

### 229 Dywizja Strzelecka
W czerwcu 1941 roku w składzie 69 Korpusu Strzeleckiego, 20 Armii Odwodowej. W jej skład wchodziły:
- - 783 Pułk Strzelecki
  - 804 Pułk Strzelecki
  - 811 Pułk Strzelecki
  - (-) Pułk Artylerii
  - (-) Pułk Artylerii
  - batalion przeciwpancerny
  - batalion artylerii przeciwlotniczej
  - batalion zwiadu
  - batalion saperów
  - inne służby.

Jednostka odpowiedzialna za liczne zbrodnie wojenne na Śląsku Opolskim w 1945 (Stary Grodków, Kopice).

## Dywizje 231 – 240

### 232 Dywizja Strzelecka
W czerwcu 1941 roku w składzie wojsk 45 Korpusu Strzeleckiego Odwodów Centralnych. W jej skład wchodziły:
- - 764 Pułk Strzelecki
  - 793 Pułk Strzelecki
  - 797 Pułk Strzelecki
  - 676 Pułk Artylerii
  - (?) Pułk Artylerii
  - batalion przeciwpancerny
  - batalion artylerii przeciwlotniczej
  - batalion zwiadu
  - batalion saperów
  - inne służby.

### 233 Dywizja Strzelecka
W czerwcu 1941 roku w składzie 69 Korpusu Strzeleckiego, 20 Armii Odwodowej. W jej skład wchodziły:
- - 703 Pułk Strzelecki
  - 724 Pułk Strzelecki
  - 734 Pułk Strzelecki
  - 684 Pułk Artylerii
  - 681 Pułk Artylerii
  - batalion przeciwpancerny
  - batalion artylerii przeciwlotniczej
  - batalion zwiadu
  - batalion saperów
  - inne służby.

W styczniu 1944 roku w składzie 75 Korpusu Strzeleckiego, 53 Armii 2 Frontu Ukraińskiego.

### 235 Dywizja Strzelecka
W czerwcu 1941 roku w składzie 41 Korpusu Strzeleckiego Okręgu Moskiewskiego. W jej skład wchodziły:
- - 732 Pułk Strzelecki
  - 801 Pułk Strzelecki
  - 806 Pułk Strzelecki
  - 682 Pułk Artylerii
  - (?) Pułk Artylerii
  - batalion przeciwpancerny
  - batalion artylerii przeciwlotniczej
  - batalion zwiadu
  - batalion saperów
  - inne służby.

### 237 Dywizja Strzelecka
W czerwcu 1941 roku w składzie 7 Armii Okręgu Leningradzkiego. W jej skład wchodziły:
- - 835 Pułk Strzelecki
  - 838 Pułk Strzelecki
  - 841 Pułk Strzelecki
  - 715 Pułk Artylerii
  - 691 Pułk Artylerii
  - batalion przeciwpancerny
  - batalion artylerii przeciwlotniczej
  - batalion zwiadu
  - batalion saperów
  - inne służby.

### 238 Dywizja Strzelecka
W czerwcu 1941 roku w składzie wojsk Okręgu Centralnej Azji. W jej skład wchodziły: 
- - 830 Pułk Strzelecki
  - 837 Pułk Strzelecki
  - 843 Pułk Strzelecki
  - 693 Pułk Artylerii
  - (?) Pułk Artylerii
  - batalion przeciwpancerny
  - batalion artylerii przeciwlotniczej
  - batalion zwiadu
  - batalion saperów
  - inne służby.

Pod dow. gen. Korotkowa. W październiku 1941 roku wzmocniła obronę Tuły. 12 października na skutek złej sytuacji wycofano ją z Tuły w celu zatrzymania Niemców w rejonie Aleksina.

### 240 Dywizja Strzelecka
30 grudnia 1941 roku wraz z innymi oddziałami 50 Armii zdobyła Kaługę.

## Dywizje 241 – 250

### 243 Dywizja Strzelecka
W grudniu 1941 roku dywizja walczyła w składzie 31 Armii na Froncie Kalinińskim. W styczniu 1942 roku w składzie 29 Armii.

### 246 Dywizja Strzelecka
W grudniu 1941 roku dywizja walczyła w składzie 29 Armii na Froncie Kalinińskim.

### 247 Dywizja Strzelecka
W sierpniu w składzie 61 Korpusu Strzeleckiego, 69 Armii forsowała Wisłę pod Chotoczą i utworzyła przyczółek.

### 249 Dywizja Strzelecka
W grudniu 1941 roku walczyła w składzie 22 Armii na Froncie Kalinińskim. W styczniu 1942 roku walczyła w składzie 4 Armii Uderzeniowej. W połowie stycznia 1942 roku atakowała miasto Pieno 917 i 925 Pułkiem Strzeleckim. Miasto zdobyto i dywizja ruszyła w pościg za pobitym niemieckim pułkiem kawalerii i oddziałem rozpoznawczym Brygada SS „Totenkopf”. 10 stycznia dywizja siłami 925 Pułku Strzeleckiego zdobyła Szewyriewo, 917 Pułku Sobłago i siłami 67 Batalionu Narciarzy Ługę.

### 250 Dywizja Strzelecka
W grudniu 1941 roku dywizja walczyła w składzie 31 Armii na Froncie Kalinińskim.
Walki przeciw wschodnio-pruskiemu ugrupowaniu Niemców
- Nocą z 12 stycznia na 13 stycznia dywizja zmieniła oddziały 290 Dywizji Strzeleckiej i 120 Gwardyjskiej Dywizji Strzeleckiej na froncie na zachód od Duże i 1,5 km na północny wschód od Dąbrówka.
- 14 stycznia 1945 r. dywizja, działając w składzie grupy uderzeniowej 3 Armii, w warunkach mgły szybkim uderzeniem przedarła taktyczną obronę Niemców na rubieży: wzg. 153.0, Dąbrówka. Pierwszego dnia dotarło na głębokość 3–7 km, opanowano osiedla Rzechowo Wielkie, Gołoniwy, Rzechowo Gać, Zalesie, Podoś-Nowy, Kępa, Folwark Suche, przekroczono drogę Zalesie – Kałęczyn.
  - Bardzo ciężkie boje rozpaliły się 15 stycznia. W tych bojach zginął dowódca 790 pułku artylerii T.P. Manankow.
- 16 stycznia przeciwnik został odrzucony za rzekę Orzyc.
- 17 stycznia sforsowano rzekę Orzyc i opanowano Podoś-Stary.
- 18 stycznia, złamawszy opór na rubieży Karłowo – Podoś Stary, dywizja zajęła wieś Wielkie, posunęła się na 10–12 km i wyszła na rubież Kuknych.

Za wzorową realizację zadania dowództwa w bojach z niemiecko-faszystowskimi najeźdźcami przy przełamaniu obrony Niemców na północ od Warszawy (z przyczółka różańskiego) i wykazanie się przy tym walecznością i męstwem, dekretem Rady Naczelnej ZSRR z 15 stycznia 1945 r. 790 pułk artylerii, 918 i 922 pułki piechoty nagrodzono order Czerwonego Sztandaru, a 308 dywizjon ppanc. – Order Aleksandra Newskiego. Rozkazem Naczelnego Dowództwa nr 224 z 17 stycznia 1945 roku całemu składowi osobowemu dywizji wyrażono podziękowanie.
- 19 stycznia – 21 stycznia 1945 r. dywizja znajdowała się w drugim rzucie 35 Korpusu Strzeleckiego i dokonała marsza po trasie: Osówiec Kmiecy, Oględa Szlachecka, Sębory, Łanięta, Rudno Jeziorowe, Janowo – ostatnie polskie miasto przed granicą z Prusami Wschodnimi.
- 21 stycznia 1945 roku części dywizji weszła na ziemię wroga.
- 21 stycznia 1945 wykonuje marsz Janowo-Sawadden (Zawady)-Walendorf (Wały). Ześrodkowanie 2 km na wschód od wsi Jedwabno.
- 22 stycznia dywizja brała udział w opanowaniu miasta Olsztyn, za co całemu składowi osobowemu dywizji tego samego dnia rozkazem Naczelnego Dowództwa nr 242 wyrażono podziękowanie. Rozkazem Naczelnego Dowództwa nr 051 z 5 kwietnia 1945 r. 926 pułkowi piechoty Order Suworowa nadano miano „Алленштайнский” (Olsztyński).
- 24 stycznia dywizja zajęła Gross Purden (Purda) i ruszyła na Гросснау.
- 25 stycznia –26 stycznia 1945 prowadziła bój z rubieży: wzg. 1 km na południe od Gross Purden – południowy brzeg jeziora Servent See (Jezioro Serwent). Odpierała wściekłe kontrataki Niemców. W boju zginął dowódca 926 pułku piechoty major W.F. Mudrow.
- 27 stycznia zdobyto Preylowen (Prejłowo), Neu Pathaunen, nacierano na Hirshberg (Jedzbark), Kutzborn (Kierzliny).
- 29 stycznia 1945 dywizja ześrodkowała się na południowych przedpolach Wartenburg (Barczewo).
- Kontynuując natarcie dywizja 30 stycznia opanowała Wartenburg (Barczewo).
- 30 stycznia – 31 stycznia przegrupowanie z Olsztyna (Лапкаафидунг) do Jadden (Gady), na wschód od Gross Domerau (Dąbrówka Wielka).
- 1 lutego pas: z prawej Jadden (Gady), Plutken (Plutki), Klingerswalde (Podleśna); z lewej Gross Domerau (Dąbrówka Wielka), Battatron (Barcikowo), Gutstadt (Dobre Miasto). 926 pułk piechoty – drugi rzut. Ześrodkowanie w rejonie Klingerswalde.
- 2 lutego dywizja we współdziałaniu z 5 orłowską gwardyjską dywizją piechoty opanowała Gutstadt (Dobre Miasto). Niemcy wycofali się na Freimarkt (Wolnica). 922 pułk piechoty – drugi rzut. Napotkano silny opór na południowym wschodzie wsi Gronau (Gronowo).
- 3 lutego 1945 zdobyto Rosenbeck (Różyn). Uderzenie na Freimarkt (Wolnica) z zadaniem przekroczenia drogi Wormidtt (Orneta)- Heilsberg (Lidzbark Warmiński). Zdobyto Gronau (Gronowo).
- 4 lutego – osiedle Benern (Bieniewo).
- 5 lutego – Freimarkt (Wolnica)
- 6 lutego kierując się na Millenberg (Miłkowo) dywizja prowadziła boje w lesie, forsowała rzeką Drewenz (Drwęca Warmińska). 926 pułk piechoty przesunięty do drugiego rzutu.
- 7 lutego natarcie na Lichtenau (Lechowo). Boje w Migehnen (Mingajny).
- 8 lutego – 10 lutego zdobyty został Millenberg (Miłkowo). Natarcie w pasie: z prawej strony Freimarkt (Wolnica), Millenberg (Miłkowo), Schonsee, wzg. 98.6; z lewej strony: wzg. 75.1, wzg. 129.3, wzg. 89. U Niemców bronią się 84 pułk piechoty 102 pułk panc.
- 10 lutego 1945 3 Armia po poleceniu Stawki została oddana 3 Front Białoruski. Przegrupowanie sił, przywrócenie porządku w pododdziałach.
- 11 lutego – 12 lutego ugrupowanie bojowe 926 pułku podzielono na dwa rzuty: w pierwszym rzucie 2 i 1 batalion piechoty, w drugim rzucie 3 batalion piechoty i kompania fizylierów. Osiągnięto wschodni brzeg rzeki Мулленгрунд, boje w Gabelwald.
- 13 lutego- 918 i 926 pułki piechoty z zach. brzegu rzeki Мулленгрунд nacierają na chutory Gabelwald, Sonnwalde (Radziejewo), Rozengarth (Różaniec). Zatrzymani przy wyjściu na zachodni skraj lasu przed Sonnwalde (Radziejewo). Do 18.00 918 pułk piechoty opanował Sonnwalde (Radziejewo) i zatrzymany został na wschodnim skraju zagajnika 1,5 km od Borwalde (Borowiec). 926 pułk piechoty przez noc, oczyściwszy zagajnik na południe od drogi Zonnwalde (Radziejewo) – Borwalde (Borowiec), wyszedł na południowy stok wzg. 130.1. Do 20.00 926 pułk piechoty ześrodkowano w rejonie Millenberg (Miłkowo). Przegrupowanie i dokompletowanie w Millenberg (Miłkowo).
- 14 lutego 1945 natarcie drogą okrężną ze wschodu i północnego wschodu na Ornetę w celu osiągnięcia drogi Wormidtt (Orneta)- Melzak (Pieniężno). Od rana 918 pułk piechoty w punktach 114.0 i 72.2. Zdobyto Sonnwalde (Radziejewo), Do 20.00 926 pułk piechoty – samotny dom 0,5 km na południowy zachód od Sonnwalde (Radziejewo), Zagrożeni okrążeniem Niemcy opuszczają Ornetę.
- 15 lutego dywizja naciera w pasie: z prawej: 188.9, Sonnwalde (Radziejewo), Layβ (Łajsy), Gauden (Gaudyny), Kirschienen (Kiersiny); z lewej: wzg. 111.9, Borwalde (Borowiec), Melzak (Pieniężno), Hogendorf (Wysoka Braniewska). 926 pułk piechoty w drugim rzucie. U Niemców bronią się: 134 batalion saperów, 739 samodzielny batalion позиц., pododdział artylerii 18 dywizji pancernej. 918 pułk piechoty w nocy forsował rzekę Walsh (Wałsza) i opanował wzg. 88.0, gdzie zatrzymany został na rubieży 99.1 i 96.7. Do 20.00 926 pułk piechoty – bezimienne wzgórze 800 m na północ od Borwalde (Borowiec).
- 16 lutego Niemiecki kontratak w okolicach cegielni 1 km na południowy wschód od Pieniężna.
- 17 lutego Zdobyto Melzak (Pieniężno), boje o Wernershoh. Za opanowanie miast Prus Wschodnich Ornety i Pieniężna rozkazem Naczelnego Dowództwa nr 282 z 17 lutego składowi osobowemu dywizji wyrażono podziękowanie. Za wykazane przy tym waleczność i męstwo Dekretem Prezydium Rady Naczelnej ZSRR z 05.04.1945 r. odznaczono Orderem Aleksandra Newskiego 790 pułk artylerii Czerwonego Sztandaru, Orderem Czerwonego Sztandaru 926 Olsztyński pułk piechoty.
- 17 lutego rano po drodze na stanowisko dowodzenia 35 korpusu piechoty zginął dowódca 3 Frontu Białoruskiego generał armii Iwan Czerniachowski.
- 18 lutego do 14.00 918 i 922 pułki piechoty przy wsparciu czołgów i dział samobieżnych zdobyły Wernershoh. Podnieśli się zza ognia, prowadzonego ze wzg. 114.0 i z drogi.
- 19 lutego wykorzystując leśny masyw, obchodząc północny skraj lasu 0,5 km na wschód od Gauden (Gaudyny) razem z czołgami i działami samobieżnymi do 6.00 zdobyto Gauden (Gaudyny).
- 20 lutego boje o Kirschienen (Kiersiny), odpieranie wściekłych kontrataków Niemców.
- 21 lutego walki o Lilientahl (Białczyn) i Gayl (Gajle).
- 22 lutego przedyslokowanie na południe od Tolksdorf (Tolkowiec).
- 23 lutego boje na północ od Tolksdorf (Tolkowiec).
- 24 lutego natarcie 35 korpusu piechoty nie przyniosło sukcesu. W składzie dywizji zostało 3102 żołnierzy, aktywnych bagnetów 263 żołnierzy, 10 karabinów maszynowych, 220 moździerzy, 702 artylerzystów, 162 fizylierów. Stanowisko dowodzenia 250 dywizji piechoty – Kirschienen (Kiersiny), stanowisko dowodzenia 35 korpusu piechoty – Gauden (Gaudyny), punkt obserwacyjny 35 korpusu piechoty – Kirschienen (Kiersiny).
- 25 lutego natarcie bez sukcesów. U przeciwnika wzmocnienie kosztem 541 dywizji pancernej. 926 pułk piechoty – samotny dom 1 km na północny wschód od Tolksdorf (Tolkowiec). Stanowisko dowodzenia 250 dywizji piechoty – Lichtwalde (Wyrębiska).
- 26 – 27 lutego 926 pułk piechoty – w lesie 0,5 km na północny wschód od wzg. 116.6. Stanowisko dowodzenia 250 dywizji piechoty – Hogendorf (Wysoka Braniewska).
- 28 lutego przed frontem bronią się części 131 dywizji pancernej. Przedni skraj 922 pułku piechoty: południowy skraj lasu 0,5 km od punktu 95.4, bezimienne wzg. 600 m na południe od Gayl (Gajle). Podwójne stanowiska strzeleckie w odstępach 30–50 m i grupowe nie większe jak na drużynę. Rezerwy: do kompanii piechoty w rejonie bezimiennego wzg. 0,5 km na wschód od Schonau (Jarzębiec) i Blumberg (Mikołajewo). Do 20.00 926 pułk piechoty – północno-wschodni stok bezimiennego wzgórza 0,7 km na południowy wschód od Gayl (Gajle). Stanowisko dowodzenia 250 Dywizji Piechoty – Lichtwalde (Wyrębiska).
- 1 marca do 20.00 926 pułk piechoty – Gayl (Gajle) (pn).
- 2 marca do 20.00 926 pułk piechoty – na południe samotny dom od północnego skraju lasu – na lewo od 918 pułku piechoty. 918 pułk piechoty – na południe od samotnego domu znajdującego się na zachód od 101.6. Stanowisko dowodzenia 250 dywizji piechoty – Hogendorf (Wysoka Braniewska).
- 3 marca do 20.00 926 pułk piechoty – północny stok wzg. 101.6. Stanowisko obserwacyjne 250 dywizji piechoty – Gayl (Gajle) (pn), stanowisko dowodzenia 35 Korpusu Piechoty – Gauden (Gaudyny), punkt obserwacyjny 35 korpusu piechoty – samotny dom na wschód od Gayl (Gajle) (pn.).
- 4 marca zdobyto Blumberg (Mikołajewo).

14 marca wznowienie natarcia. Dywizja prowadziła zacięte skuteczne walki w składzie 3 Armia (ZSRR) podczas zaciskania pierścienia wokół okrążonego ugrupowania przeciwnika.
- 20 marca zdobyto Braunsberg (Braniewo). Tego samego dnia zginął dowódca 926 pułku piechoty mjr I.P. Siemion.
- 24 marca przekroczyli linię kolejową w rejonie Grunau (Rodowo).
- 25 marca zdobyto Pr.Bahnau (Zielonodolskoje) i Karben (Bałtijskoje), część dywizji pomagała w zajęciu Heiligenbeil (Mamonowo).
- 26 marca dywizja zajęła Dtsch Bahnau (Bałtijskoje) i do 6.00 w składzie 35 korpusu piechoty wyszła na brzeg Zalewu Wiślanego, tym samym zakończyła boje po likwidacji Wschodnio-Pruskiego ugrupowania Niemców na południowy zachód od Królewca.

W rozkazie Naczelnego Dowództwa nr 303 z 20 marca o zdobyciu niemieckiego punktu oporu na brzegu Zalewu Wiślanego, miasta Braunsberg (Braniewo) składowi osobowemu dywizji wyrażono podziękowanie, a za wykazanie przy tym waleczności i męstwa Dekretem Prezydium Rady Naczelnej ZSRR z 26.04.1945 r. nagrodzono: Orderem Kutuzowa III stopnia 918 Ostrołęcki pułk piechoty Czerwonego Sztandaru; Orderem Aleksandra Newskiego 922 pułk piechoty Czerwonego Sztandaru; Orderem Czerwonej Gwiazdy 418 samodzielny batalion saperów.
Za wzorową realizację zadań dowództwa w bojach z niemieckimi okupantami przy zdobywaniu miasta Heiligenbeil (Mamonowo) rozkazem Naczelnego Dowództwa nr 309 z 25 marca składowi osobowemu dywizji wyrażono podziękowanie, a za wykazanie przy tym waleczności i męstwa Dekretem Prezydium Rady Naczelnej ZSRR z 26.04.1945 r. 308 samodzielny dywizjon ppanc. odznaczono Orderem Bohdana Chmielnickiego III stopnia”.
Za świetne działania w bojach po likwidacji okrążonego Prusach Wschodnich ugrupowania niemieckich wojsk w rejonie na pn.-zach. od Królewca rozkazem Naczelnego Dowództwa z 29 marca 1945 r. nr 317 całemu składowi osobowemu dywizji wyrażono podziękowanie oraz wszyscy żołnierze Dekretem Prezydium Rady Naczelnej ZSRR z 9 czerwca 1945 r. zostali nagrodzeni Medal „Za zdobycie Królewca”.

## Dywizje 251 – 260

### 252 Dywizja Strzelecka
W grudniu 1941 roku dywizja walczyła w składzie 31 Armii na Froncie Kalinińskim. W styczniu 1942 roku w składzie 29 Armii. W styczniu 1944 roku w składzie 48 Korpusu Strzeleckiego, 53 Armii, 2 Frontu Ukraińskiego.

### 254 Dywizja Strzelecka
W kwietniu walczyła w składzie 52 Armii, 1 Froncie Ukraińskim. 22 kwietnia broniła Budziszyna przed niemieckim przeciwnatarciem. W styczniu 1944 roku w składzie 78 Korpusu Strzeleckiego, 52 Armii, 2 Frontu Ukraińskiego.

### 256 Dywizja Strzelecka
W grudniu 1941 roku dywizja walczyła w składzie 31 Armii na Froncie Kalinińskim.

### 257 Dywizja Strzelecka
W styczniu 1942 roku walczyła w składzie 3 Armii Uderzeniowej.

### 258 Dywizja Strzelecka
W listopadzie 1941 roku w składzie 50 Armii. 30 listopada otrzymała zadanie zaatakowania nieprzyjaciela w rejonie Tuły. Walki trwały 7 godzin i zakończyły się odwrotem Niemców. W połowie grudnia 1941 roku dywizja po osiągnięciu Porieczina i Słoboda, miała nacierać w kierunku północno-zachodnim aby nawiązać kontakt z 49 Armii. Na kierunku natarcia dywizji znalazło się miasto Dubna, które słabo bronione szybko zostało przez dywizję zdobyte.

### 259 Dywizja Strzelecka
W 1945 roku w składzie 5 Armii Gwardii. 18 kwietnia dywizja zdobyła niemieckie miasto Nechern.

### 260 Dywizja Strzelecka
W październiku 1941 roku zajęła obronę szosy woroneskiej w Tule. Dywizja liczyła wówczas ok. 200 żołnierzy.

## Dywizje 260 – 270

### 269 Dywizja Strzelecka
W listopadzie 1941 roku w składzie 3 Armii walczyła w obronie Moskwy.

## Dywizje 271 – 280

### 271 Dywizja Strzelecka
Sformowana na Krymie w 1941 roku pod dow. płk. Titowa wchodziła w skład 51 Armii broniącej Symferopola na Krymie. W październiku 1941 roku po przerzuceniu z Odessy, broniła przesmyku Iszumskiego.
31 stycznia 1945 roku 38 Armia otrzymała rozkaz zdobycia Bielska. Jednocześnie postanowiono nie bombardować miasta artylerią, ani przez lotnictwo ze względu na fakt, że miasto było ważnym ośrodkiem przemysłowym. Skutkiem tej decyzji było ocalenie miasta od zniszczeń. Decydujące natarcie rozpoczęło się 1 lutego: Oddziały 121 Dywizji Strzeleckiej natarły na miasto od wschodu zajmującą peryferyjną dzielnicę Lipnik Górny, której broniło 140 czołgów i dział szturmowych. Wskutek zaciekłej obrony front w dniach 1–10 lutego posunął się tylko o 12 km.
9 lutego 276 Dywizja Strzelecka obeszła miasto od południa, natomiast 271 Dywizja Strzelecka opanowała południową dzielnicę Leszczyny. 10 lutego miasto zostało zajęte przez Sowietów. Następnie udało się Armii Czerwonej zająć Jaworze, jednak tu front się zatrzymał, a walki pozycyjne trwały do kwietnia 1945 r. Podczas walk o Podbeskidzie zginęło 15 340 żołnierzy radzieckich.

### 276 Dywizja Strzelecka
W 1941 roku pod dow. gen. Sawinowa wchodziła w skład 51 Armii broniącej Krymu. Będąc w składzie 9 Korpusu Strzeleckiego broniła przesmyków krymskich – Półwyspu Czongarskiego i Mierzei Arbackiej.
31 stycznia 1945 roku 38 Armia otrzymała rozkaz zdobycia Bielska. Jednocześnie postanowiono nie bombardować miasta artylerią, ani przez lotnictwo ze względu na fakt, że miasto było ważnym ośrodkiem przemysłowym. Skutkiem tej decyzji było ocalenie miasta od zniszczeń. Decydujące natarcie rozpoczęło się 1 lutego: Oddziały 121 Dywizji Strzeleckiej natarły na miasto od wschodu zajmującą peryferyjną dzielnicę Lipnik Górny, której broniło 140 czołgów i dział szturmowych. Wskutek zaciekłej obrony front w dniach 1–10 lutego posunął się tylko o 12 km.
9 lutego 276 Dywizja Strzelecka obeszła miasto od południa, natomiast 271 Dywizja Strzelecka opanowała południową dzielnicę Leszczyny. 10 lutego miasto zostało zajęte przez Sowietów. Następnie udało się Armii Czerwonej zająć Jaworze, jednak tu front się zatrzymał, a walki pozycyjne trwały do kwietnia 1945 r. Podczas walk o Podbeskidzie zginęło 15 340 żołnierzy radzieckich.

## Dywizje 281 – 290

### 283 Dywizja Strzelecka
W listopadzie 1941 roku w składzie 3 Armii walczyła w obronie Moskwy.

### 284 Dywizja Strzelecka
W 1942 roku walczyła w obronie Stalingradu. Broniła Kurhanu Mamaja.

### 287 Dywizja Strrzelecka
W listopadzie 1941 roku broniła III sektora obrony Sewastopola.

### 290 Dywizja Strzelecka
30 grudnia 1941 roku wraz z innymi oddziałami 50 Armii zdobyła Kaługę. W październiku 1943 roku w składzie 33 Armii walczyła pod Orszą. 12 października 1943 roku nacierała na pozycje niemieckie pod Lenino na lewo od polskiej 1 DP. Tego dnia jedynie jej 885 pułk zdobył pierwszą linię niemieckiej obrony.

## Dywizje 291 – 300

### 294 Dywizja Strzelecka
W styczniu 1944 roku w składzie 52 Armii, 2 Frontu Ukraińskiego.

### 299 Dywizja Strzelecka
W 1941 roku w listopadzie w składzie 50 Armii, broniła Tuły. W drugiej dekadzie listopada liczyła nie więcej niż 800 żołnierzy. W listopadzie 1941 roku znajdowała się w drugim rzucie 50 Armii, zajmując obronę na północnym brzegu rzeki Upy, już w granicach Tuły. 20 listopada 1941 roku poniosła ciężkie straty i musiała wycofać się na nową linię obrony nad rzeką Szać. W listopadzie 1941 roku weszła w skład wieniewskiego rejonu obrony. Po ciężkich walkach w obronie Wieniewa jej resztki zostały podporządkowane 413 Dywizji Strzleckiej. W styczniu 1944 roku w składzie 48 Korpus Strzelecki, 53 Armii, 2 Frontu Ukraińskiego.

## Dywizje 301 – 310

### 302 Dywizja Strzelecka
26 grudnia po zaokrętowaniu w Tamanie 1000 osobowy oddział dywizji desantował na południe od miasta Kercz, a reszta dywizji 27 i 28 grudnia w Eltigenie na Krymie. W grudniu 1942 roku w składzie 5 Armia Uderzeniowa walczyła pod Stalingradem. Od 12 grudnia 1942 roku broniła się przed natarciem niemieckiego ugrupowania gen. Hotha.

### 303 Dywizja Strzelecka
W styczniu 1944 roku w składzie 7 Armii Gwardii, 2 Frontu Ukraińskiego.

### 304 Dywizja Strzelecka
W 1942 roku w składzie 65 Armii. 19 listopada wspólnie z 91 Brygadą Pancerną nacierała na rumuńską 3 Armię, której obronę zdołały przełamać. W 1943 roku uczestniczyła w likwidacji okrążonej pod Stalingradem niemieckiej 6 Armii. 13 stycznia wraz z innymi dywizjami zdobyła lotnisko Pitomkin.

### 307 Dywizja Strzelecka
W listopadzie 1941 roku walczyła w składzie 13 Armii.

### 308 Dywizja Strzelecka
W 1942 roku walczyła w obronie Stalingradu. 2 października 1942 roku po przeprawieniu przez Wołgę zaledwie dwóch pułków została rzucona do szturmu na zajęte przez Niemców osiedle Barrikady. W wyniku przeciwuderzenia dywizja oczyściła z wroga część fabryki silikatów i opanowała północno-zachodni skraj osiedla. ok. południa natarcie załamało się. Dywizja walczyła w Stalingradzie krócej niż inne, ale pod względem intensywności działań nie ustępowała innym jednostkom 62 Armii. W okresie najgorętszych walk w dzielnicy przemysłowej biła się w kierunku głównego uderzenia nieprzyjaciela i odparła co najmniej 100 ataków. Dywizja 3 października wytrzymała natarcie Niemców, ale pod koniec dnia, oskrzydlona z dwóch stron, wycofała się za tor kolejowy, na południe od ul. Niżnieudinskiej. Podczas niemieckiego generalnego szturmu w październiku 1942 roku broniła stalingradzkich fabryk.

## Dywizje 311 – 320

### 311 Dywizja Strzelecka Smoleńska
Sformowana 12 lipca 1941 w mieście Kirow na bazie lokalnej milicji. Brała udział w walkach w Leningradzie, a następnie na terenach Estonii, Prus Wschodnich i Pomorza. Uczestniczyła w szturmie Berlina. W jej szeregach służył Nikołaj Nikulin, późniejszy kurator Państwowego Muzeum Ermitażu. Swoje wspomnienia wydał w książce Wospominanija o wojnie.

### 312 Dywizja Strzelecka Smoleńska
W 1944 roku forsowała Bug w składzie 91 Korpusu Strzeleckiego, 69 Armii.
Walki o twierdzę poznańską toczyły się od 24 stycznia do 23 lutego 1945 r. 312 Dywizja Piechoty walczyła w południowo-wschodniej stronie miasta w rejonie Starołęki i Zegrza. Na jej linii natarcia znajdowały się trzy ważne strategicznie forty wewnętrznego pierścienia obronnego: I Röder, Ia Boyen i II Stülpnagel. Po ich opanowaniu dywizja prowadziła atak w kierunku północnym, w rejon Rataj i Środka.

### 316 Dywizja Strzelecka
Dowódca gen. Panfiłow. W październiku 1941 roku w składzie 16 Armii broniącej kierunku wołokomskiego. Przez kilka dni w październiku musiała odpierać ataki 4 niemieckich dywizji. Cofnęła się, ale nie została rozbita. 16 grudnia 1941 dywizję zaatakowały niemieckie dywizje pancerne. Po bombardowaniu lotniczym do ataku ruszyły niemieckie czołgi. Działały one w grupach od 15 do 30. Doszło do walki wręcz. Panfiłowcy stawiali zaciekły opór. Jej dowódca zginął podczas walk 18 listopada 1941 na krótko przed odznaczeniem dywizji Orderem Czerwonego Sztandaru i nadaniu jej miana 8 Dywizja Strzelecka Gwardii.

### 317 Dywizja Strzelecka
W lipcu 1944 roku w składzie 91 Korpusu Strzeleckiego, 69 Armii, 1 Frontu Białoruskiego nacierała w kierunku na Lublin. W sierpniu 1944 roku uchwyciła przyczółki na Wiśle na północ od Kazimierza Dolnego.

### 320 Dywizja Strzelecka
Sformowana na Krymie w 1941 roku pod dow. płk. Winogradowa wchodziła w skład 51 Armii broniącej wybrzeża Krymu.

## Dywizje 321 – 330

### 321 Dywizja Strzelecka
Sformowana na Krymie w 1941 roku pod dow. płk. Alijewa wchodziła w skład 51 Armii broniącej wybrzeża Krymu.

### 322 Dywizja Strzelecka
22 grudnia 1941 roku wraz z 2 Dywizją Kawalerii i 1 Dywizją Kawalerii Gwardii zdobyła Odojew.

### 328 Dywizja Strzelecka
Walczyła w grudniu 1941 roku w składzie 10 Armii.

### 329 Dywizja Strzelecka
W styczniu 1942 roku walczyła w składzie 5 Armii.

### 330 Dywizja Strzelecka
W październiku 1941 roku broniła Tuły. W składzie 10 Armii dywizja 7 grudnia 1941 roku zdobyła Michajłow zadając broniącej miasta niemieckiej 10 DZmot. duże straty. Zdobyto m.in. 550 samochodów i ponad 30 dział.

## Dywizje 331 – 340

### 331 Dywizja Strzelecka
4 grudnia dywizja w składzie 20 Armii rozpoczęła atak i wyparła Niemców z Krasnej Polany.

### 332 Dywizja Strzelecka
W styczniu 1942 roku walczyła w składzie 4 Armii Uderzeniowej.

### 334 Dywizja Strzelecka
W styczniu 1942 roku walczyła w składzie 4 Armii Uderzeniowej.

### 336 Dywizja Strzelecka
W styczniu 1942 roku walczyła w składzie 5 Armii.

### 338 Dywizja Strzelecka
W styczniu 1942 roku walczyła w składzie 33 Armii.

## Dywizje 341 – 350

### 345 Dywizja Strzelecka
W 1941 roku w składzie 44 Armii. 23 grudnia dywizja licząca ok. 10 tys. żołnierzy dołączyła do obrońców Sewastopola przewieziona drogą morską. 24 grudnia jej 2 bataliony ruszyły do kontrataku w rejonie stacji Mekenzijewy Gory. 27 grudnia zajęła stanowiska 8 Brygada Piechoty Morskiej, która przeszła do odwodu. Do końca grudnia w dywizji pozostało ok. 2 tys. żołnierzy. W 1942 roku w składzie Samodzielnej Armii Nadmorskiej broniła Sewastopola. 9 czerwca 1942 roku zastąpiła na pierwszej linii 172 Dywizję Strzelecką, lecz nie mogła powstrzymać natarcia niemieckiej 22 Dywizji Piechoty. 24 czerwca skierowana do obrony IV sektora Sewastopola.

### 350 Dywizja Strzelecka
W lipcu 1944 roku przez Armię Czerwoną zajęte zostały Chełm, Lublin, Sanok i Przemyśl. Część wojsk stała pod Warszawą. Nacierające wojska sowieckie szybko osiągnęły linie Wisły aż do ujścia Wisłoki. 29 lipca 1944 roku czołówka wojsk sowieckich z oddziałów 1178 i 1176 pułku 350 Dywizji Strzeleckiej13 Armii generała lejtnanta J. Żurawlewa działających w ramach I Frontu Ukraińskiego pod dowództwem marszałka Koniewa przy pomocy mieszkańców Siedleszczan sforsowała Wisłę i utworzyła przyczółek baranowsko-sandomierski. Dowódca 1 Frontu Ukraińskiego gen. Koniew w swoich pamiętnikach („Notatki dowódcy frontu 1943-1945”) prawie w ogóle nie poświęca uwagi wyzwalaniu Mielca akcentując cel pierwszoplanowy, czyli utrzymanie wspomnianego przyczółka na Wiśle. W dniu 31 lipca 1944 roku w godzinach porannych wkroczyły od strony Baranowa do Padwi pierwsze oddziały sowieckie. Były to formacje saperskie, które miały za zadanie budować most na Wiśle w rejonie Krzemienicy.

#### Źródła
- Koniew – Notatki dowódcy frontu 1943-1945

### 358 Dywizja Strzelecka
W styczniu 1942 roku walczyła w składzie 4 Armii Uderzeniowej.

### 360 Dywizja Strzelecka
W styczniu 1942 roku walczyła w składzie 4 Armii Uderzeniowej.

## Dywizje 361 – 370

### 369 Dywizja Strzelecka
W styczniu 1942 roku w składzie 29 Armii.

### 370 Dywizja Strzelecka
W lipcu 1944 roku w składzie 91 Korpusu Strzeleckiego 69 Armii 1 Frontu BIałoruskiego nacierała w kierunku na Lublin.

### 373 Dywizja Strzelecka
W styczniu 1944 roku w składzie 78 Korpusu Strzeleckiego, 52 Armii 2 Frontu Ukriańskiego.

### 375 Dywizja Strzelecka
W styczniu 1944 roku w składzie 20 Korpusu Strzeleckiego Gwardii, 4 Armii Gwardii 2 Frontu Ukraińskiego.

## Dywizje 381 – 390

### 386 Dywizja Strzelecka
W 1942 roku w składzie Samodzielnej Armii Nadmorskiej broniła Sewastopola. Od 20 czerwca cofała się pod naciskiem niemieckich ataków. 23 czerwca kontratakiem odbiła węzeł wodociągowy Nowe Szuli, z którego wcześniej musiała się wycofać. 29 czerwca pod naporem Niemców dywizja cofała się chutor Dergaczij i wąwóz chomutowski.

### 388 Dywizja Strzelecka
W 1941 roku walczyła na Krymie. 22 grudnia jej pozycje zaatakowały 3 niemieckie dywizje piechoty i zmusiły do opuszczenia zajmowanych stanowisk i wycofania się. Resztki dywizji musiały zostać wycofane dla wypoczynku i reorganizacji. W 1942 roku w składzie Samodzielnej Armii Nadmorskiej broniła Sewastopola. 24 czerwca skierowana do obrony I sektora Sewastopola.

## Dywizje 401 – 410

### 409 Dywizja Strzelecka
W styczniu 1944 roku w składzie 25 Korpuus Strzeleckiego Gwardii 7 Armii Gwardii 2 Frontu Ukraińskiego.

## Dywizje 411 – 420

### 413 Dywizja Strzelecka
Dywizja syberyjska. W listopadzie 1941 roku została przetransportowana do obrony Tuły na przedmieściach Moskwy. W walkach prowadzonych 20 listopada 1941 roku dywizja poniosła takie straty, że jej stan nie przekraczał stanu jednego pułku. W listopadzie 1941 roku weszła w skład wieniewskiego rejonu obrony. Po ciężkich walkach w obronie Wieniewa zachowała zdolność bojową i przydzielono jej resztki 299 Dywizji Strzeleckiej.

### 415 Dywizja Strzelecka
W styczniu 1942 roku walczyła w składzie 43 Armii. 18 kwietnia będąc w drugim rzucie 9 Korpusu Gwardii z 61 Armii, przeprawiła się przez Odrę w pasie działania 1 AWP i ześrodkowała się w rejonie Paulshof, skąd uderzyła zza prawego skrzydła polskiej
6 DP w kierunku na Bad Freienwald.

## Dywizje 421 – 430

### 421 Dywizja Strzelecka
W 1941 roku w składzie Samodzielnej Armii Nadmorskiej na Krymie. Podczas obrony Odessy przeprowadziła atak pod Dofinowką. Później walczyła o Przesmyk Iszumski. W listopadzie 1941 roku dywizja przebiła się do Sewastopola i zajęła obronę w Ałuszcię. 7 listopada 1941 roku jej dwa pułki wycofały się z Ałyszty do Jałty. Jeden z jej pułków nie zdołał się przebić do Sewastopola i przeszedł do działań partyzanckich. W listopadzie 1941 roku dywizja została rozwiązana.